# Liste der Stolpersteine in Aachen
Die Aktion Stolpersteine des Künstlers Gunter Demnig stieß im Jahr 2008 in Aachen auf reges Interesse. Der Rat der Stadt Aachen beschloss, die Erinnerung an ehemalige Bürger, die im nationalsozialistischen Deutschland deportiert, ermordet oder zur Flucht aus Deutschland gezwungen wurden, mit solchen Gedenksteinen zu ehren. Diese kleinen Messingquader mit der Gravur des Namens, der Lebensdaten und des Schicksals befinden sich vor dem aus freiem Willen zuletzt bewohnten Haus der betreffenden Person und sind vom Künstler persönlich in den Bürgersteig eingesetzt worden. Mittlerweile wurden seit 1992 in über 1.860  Kommunen und 31 europäischen Ländern, vorwiegend  in Deutschland, rund 116.000 Stolpersteine verlegt. Damit zählt dieses Projekt als größtes dezentrales Mahnmal der Welt.
An dieser Aktion haben sich in Aachen unter der organisatorischen Gesamtleitung der Volkshochschule Aachen neben einigen Privatpersonen und dem Verein Gedenkbuchprojekt für die Opfer der Shoah aus Aachen e. V. vor allem viele Aachener Schulen maßgeblich beteiligt. Im Rahmen ihres Unterrichtsplanes recherchierten sie die Lebensgeschichte der betroffenen Personen, knüpften Kontakte zu Überlebenden und spendeten nicht zuletzt die Kosten von derzeit 120 Euro je Stein aus dem Erlös der so genannten „Friedensläufe“. Darüber hinaus übernahmen einige Schulen sowie Vereine Patenschaften für ausgewählte Stolpersteine.
Seit 2008 sind an folgenden Terminen bisher 153 Stolpersteine an 75 Adressen verlegt sowie vereinzelt vorhandene Steine ausgetauscht worden:
- 16. Januar 2008: neun Steine an fünf Adressen
- 15. Juni 2009: vierzehn Steine an fünf Adressen
- 3. Dezember 2010: ein Stein an eine Adresse
- 18. Oktober 2011: zwei Steine an eine Adresse
- 17. Dezember 2012: sieben Steine an fünf Adressen
- 15. Juni 2016: dreiundzwanzig Steine an neun Adressen[3][4]
- 1. Februar 2018: acht Steine an zwei Adressen[5]
- 6. Februar 2019: sieben Steine an sieben Adressen
- 2. November 2020: zehn Steine an fünf Adressen[6]
- 24. Juni 2021: acht Steine an vier Adressen und ein Austausch mit geänderter Gravur
- 20. Juli 2021: sechs Stolpersteine an zwei Adressen[7]
- 9. Juni 2022: achtzehn Stolpersteine an zehn Adressen[8]
- 8. September 2023: acht Stolpersteine an drei Adressen[9]
- 21. Februar 2024/1. März 2024: dreizehn Stolpersteine an sieben Adressen, davon ein Stolperstein als Ergänzung zu einer vorhandenen Adresse[10]
- 1. Juli 2025/(weiterer Termin wird noch bekanntgegeben): 18 Stolpersteine an neun Adressen, dazu zwei korrigierte Stolpersteine als Austausch

Zu den bisher mit Stolpersteinen geehrten Personen gehören Juden bzw. Personen jüdischer Abstammung sowie zwei politisch Verfolgte und zwei behinderte Kinder. Die Angaben sind größtenteils den Ratsbeschluss-Vorlagen der Stadt Aachen und den dortigen Anlagen der Angehörigen zu den Stolpersteinverlegungen entnommen. Weiteren biografischen Angaben sind durch die Einträge im „Gedenkbuchprojekt“, im Orts- und Personenverzeichnis der Projektseite „Wege gegen das Vergessen“ sowie durch gesonderte Einzelnachweise in den entsprechenden Tabellenzeilen referenziert.

## Übersicht
Die Ortsbilder zeigen das Wohnumfeld um 2025 an. Mehrere Häuser sind im Krieg zerstört und neue errichtet worden.
| Adresse | Name und Details | Verlegedatum und Patenschaft                                                                            | Bild           |
| --- | --- | --- | -------------- |
| Adalbertstraße 33, Aachener Altstadt (Standort) (Nachkriegszustand)                                                                              | Lina Levano, geb. Bauer (geb. am 12. November 1887 in Weilburg an der Lahn), war das zehnte von zwölf Kinder des Viehhändlers Jonas Bauer und seiner Ehefrau Fanny, geborene Marcus. Sie arbeitete als Schuhverkäuferin und übernahm nach ihrer Heirat mit Eduard Levano (1883–1933) im Jahr 1912 zusammen mit ihm und ihrer Schwester Clementine Katzenstein, geb. Bauer (geb. 1875; siehe Adalbertstraße 43), das Schuhgeschäft Louis Berg in Aachen, welches sie bis 1928 führten. Danach eröffnete die Familie Levano unter der Firmierung Bauer Schuh & Co. ein neues Schuhgeschäft. 1942 wurde Lina Levano nach Riga deportiert und dort ermordet. Ihr Sohn Günter Levano (geb. am 2. Mai 1927 in Aachen), wurde 1942 zunächst ebenfalls nach Riga deportiert, anschließend ins KZ Stutthof überführt und 1944 im Außenlager Magda des KZ Buchenwalds in Magdeburg ermordet. | 17. Dezember 2012                                                                                       | weitere Bilder |
| Adalbertstraße 43, Aachener Altstadt (Standort) (Nachkriegszustand)                                                                              | Clementine Katzenstein, geb. Bauer (geb. am 25. Mai 1875 Weilburg an der Lahn), war die Tochter des Viehhändlers Jonas Bauer und seiner Ehefrau Fanny, geborene Marcus, sowie die Schwester von Lina Levano (siehe Adalbertstraße 33). Zusammen mit ihrer Schwester und deren Mann Eduard Levano übernahm sie als Schuhverkäuferin das Schuhgeschäft Louis Berg in Aachen, welches sie bis 1928 führten. Danach eröffnete die Familie Levano/Katzenstein unter der Firmierung Bauer Schuh & Co. ein neues Schuhgeschäft. 1939 flüchtete Clementine Katzenstein nach Belgien, wo sie verhaftet und in das SS-Sammellager Mecheln interniert wurde. Am 10. Oktober 1942 wurde sie in das KZ Auschwitz deportiert und dort ermordet. | 17. Dezember 2012                                                                                       | weitere Bilder |
| Alexianergraben 8, Aachener Altstadt (Standort) (Nachkriegszustand)                                                                              | Maria May, (geb. am 27. Mai 1902 in Aachen) stammte aus einer katholischen Familie und war die Tochter von Johann Joseph Matthias May und der Catharina May, geb. Gerkens († 1936). Sie besuchte die Marienschule in Aachen und galt als gute Schülerin. Mit dem frühen Tod der Mutter schien die zu jener Zeit 14-jährige Maria nicht klargekommen zu sein, denn wenige Monate später wurde sie als „widerstrebend, frech und unfolgsam“ in die Provinzial Heil- und Pflegeanstalt verwiesen. Mit dem Vorwand, der Großvater sei Alkoholiker gewesen, was gemäß der Rassenlehre angeblich zu Erbkrankheiten führte, und zudem bei ihr selbst angeborener Schwachsinn diagnostiziert wurde, wurde Maria May gemäß dem Gesetz zur Verhütung erbkranken Nachwuchses trotz anfänglichen Widerspruchs des Vaters, aber später mit dessen Einverständnis, zur Zwangssterilisation gezwungen. Im April 1938 erfolgte im Luisenhospital Aachen der Eingriff. Wenige Wochen später wurde Maria am 30. Juni 1938 wegen ihres „unheilbaren Verhaltens“ erneut nach Düren verlegt, von wo aus sie am 11. Juli 1941 zunächst in die Zwischenanstalt Andernach und am 15. August 1941 in die Tötungsanstalt Hadamar deportiert wurde. Dort erfolgte noch am gleichen Tag im Rahmen der Aktion T4 ihre Ermordung. | 9. Juni 2022                                                                                            |                |
| Alfonsstraße 4, Steffensviertel (Standort) (Nachkriegszustand)                                                                                   | Erich Salmang (geb. am 2. August 1904 in Eilendorf) war der Sohn des Fleischergroßhändlers Albert Salmang (siehe Templergraben 22) und dessen Ehefrau Julie, geborene Billig. Er war als Kaufmann tätig und seit 1928 mit Betty, geborene Hartoch, verheiratet, mit der er die Tochter Marion Salmang bekam. Erich Salmang war Leichtathlet und Wanderführer im „Jüdischen Turnclub 1906“, in dem auch seine beiden Brüder Joseph und Leo sowie seine Frau aktiv waren. Bis 1939 wohnte die Familie im Haus Alfonsstraße 4, in dem Erichs Schwiegereltern Hartoch eine Textilwaren-Großhandlung betrieben. Ab 1939 ist die Familie in den Aachener Adressbüchern nicht mehr eingetragen und stattdessen finden sich Hinweise darauf, dass sie nach Belgien geflohen waren und in der Gemeinde Schaarbeek wohnhaft wurden. Dort wurde Erich Salmang verhaftet und nach einem Zwischenaufenthalt im Sammellager Drancy zwischen dem 10. und 15. Mai 1940 in das Camp de Concentration de Saint-Cyprien überstellt. Von dort erfolgte später die Verlegung in das Arbeitslager Blechhammer, einem Außenlager des KZs Auschwitz, wo er Anfang 1944 für tot erklärt wurde. Betty Salmang (geborene Hartoch, geb. am 9. August 1906 in Aachen) war die Tochter des kaufmännischen Angestellten Oskar Hartoch (geb. 1880) und der Emma, geborene Hartoch. Nach der gemeinsamen Flucht mit ihrem Ehemann nach Brüssel konnte sie mit Hilfe von Freunden einer Verhaftung entgehen und untertauchen. Noch in Belgien heiratete die zwischenzeitlich zum katholischen Glauben konvertierte Betty Salmang einen belgischen Soldaten und kehrte nach dem Krieg am 23. Juni 1952 wieder nach Aachen zurück, wo sie am 8. März 1990 im Stadtteil Laurensberg gestorben ist. Marion Salmang (verheiratete Moxhon-Labrousse, geb. am 4. April 1931 in Aachen) war die gemeinsame Tochter von Erich und Betty Salmang und konnte mit ihren Eltern nach Brüssel fliehen, und dort ebenso wie ihre Mutter untertauchen und den Holocaust überleben. Nach dem Krieg blieb sie in Belgien wo sie geheiratet hat und am 21. November 2011 in Lüttich gestorben ist. Emma Hartoch, geb. Hartoch (geb. am 1. August 1875 in Aachen) war die Tochter von Heinrich Hartoch (1835–1897) aus Aachen und Bertha Hartoch, geborene Sanders (1843–1848) aus Lobberich. Sie heiratete 1909 ihren Cousin und Kaufmann Oskar Hartoch (geb. 1880), mit dem sie den Sohn Heinz (geb. 1903, gest. 1950) und die Tochter Betty, später verheiratete Salmang bekam. Nach der Scheidung von ihrem Mann lebte Emma Hartoch weiterhin im Haus Alfonsstraße 4, wo ihr Mann bis mindestens 1929 die Textilwaren-Großhandlung betrieben hatte. Über dessen Schicksal sind keine weiteren Informationen überliefert und sein Name taucht ab 1930 in den Adressbüchern nicht mehr auf. Von 1929 bis zur Enteignung infolge der Arisierung im Jahr 1938 war Emma Hartoch Eigentümerin der Immobilie, konnte dennoch vorerst weiterhin dort wohnen bleiben. Sie zog offenbar noch im März 1941 in eine Wohnung in der Lousbergstraße 4, wo sie letztendlich am 25. März 1941 festgenommen und in das Sammellager in der Eupener Straße 249 einquartiert wurde. Von Aachen aus wurde sie am 25. Juli 1942 über Düsseldorf in das KZ Theresienstadt deportiert und von dort am 21. September 1942 nach Treblinka verlegt, wo sich ihre Spuren verlieren. Ihre Kinder Betty und Heinz überlebten den Holocaust.                                                                   | 24. Juni 2021 21. Februar 2024 (Emma Hartoch) Einhard-Gymnasium, Aachen                                 | weitere Bilder |
| Alt-Haarener Straße 20, Aachen-Haaren (Standort) (Nachkriegszustand) (ursprünglich lt. Stadtbeschluss vorgesehen für die Weißenburger Straße 40) | Hugo Hartog (geb. am 30. Januar 1886 in Aachen) war der Sohn des Metzgers Abraham Hartog (1851–1931) und seiner Gattin Sara geb. Kamp (1850–1926). Er wohnte in Aachen und arbeitete als Viehhändler. Am 12. Januar 1939 flüchtete er mit seiner Familie nach Rotterdam, wurde im Mai 1939 als Deutscher interniert und kam 1940 beim Bombenangriff auf Rotterdam ums Leben. Seine Ehefrau Emma Hartog, geb. Moses (geb. am 1. März 1886 in Weilerswist), Tochter von Tobias Moses und Josephina, geb. Schweitzer, wohnte zunächst in Haaren. Sie emigrierte am 12. Januar 1939 mit ihrem Mann nach Rotterdam und wurde am 18. Januar 1944 ab dem Durchgangslager Westerbork in das KZ Theresienstadt deportiert, schließlich am 28. Oktober 1944 nach Auschwitz verlegt und verstarb dort am 30. Oktober 1944. Ihre drei Kinder Fritz (1913–1985), Kurt (1919–2005) und Edith († 2009) überlebten, wobei Fritz in der Liste von Schindlerjuden aufgeführt war. | 15. Juni 2016 (Erstverlegung) Austausch mit Korrekturen am 1. Juli 2025                                 | weitere Bilder |
| Alt-Haarener Straße 191, Aachen-Haaren (Standort) (Nachkriegszustand)                                                                            | Albert Levy (geb. am 15. März 1885 in Aachen-Haaren) war der Sohn des Viehhändlers Jacob Levy (1844–1928) und der Sibylla, geb. Breuer (1856–1940) sowie Vetter von Albert Levy (geb. am 24. Dezember 1883; siehe Friedensstraße 8) und Wilhelm Sigismund Levy (geb. am 14. Februar 1871; siehe An den Frauenbrüdern 4). Albert Levy war in Aachen als Handelsmann und Viehhändler tätig. Um 1940 wurde er in das Zwangsarbeiterlager Rhenaniastraße in Stolberg eingewiesen, welches am 15. Juni 1942 aufgelöst wurde. Levy wurde daraufhin wie alle Insassen nach Osten in das Vernichtungslager Sobibor deportiert, wo er ermordet wurde. Albert Levys Ehefrau Selma Levy, geb. Simon (geb. am 19. Jahrhundert) kam mit ihren Kindern Helga Levy (geb. am 23. Februar 1930 in Haaren) und Else Levy (geb. am 28. März 1931 in Haaren), die zuvor die Städtische Israelitische Volksschule in Aachen besucht hatten, und mit Alberts Schwester Henriette Levy (geb. am 11. Oktober 1888 in Haaren), die bei ihnen im Haus wohnte, zunächst in das Lager Hergelsmühle in Haaren. Von dort aus wurden sie am 25. Juli 1942 in das KZ Theresienstadt deportiert und dort ermordet. | 15. Juni 2016                                                                                           | weitere Bilder |
| An den Frauenbrüdern 4 Aachener Altstadt (Standort) (Originalwohnhaus)                                                                           | Sibylla (Bella) Levy, geb. Rubens (geb. am 22. November 1876 in Pannesheide), Tochter von Andreas Rubens (1825–1904) und Regina, geborene Marx (1831–1922), war die Ehefrau von Wilhelm Sigismund Levy (geb. am 14. Februar 1871 in Jülich). Dieser war der Sohn von Bernhard Levy (geb. am 31. August 1838) und Clara Pinnes (geb. am 4. September 1830) sowie Vetter von Albert Levy (geb. am 15. März 1885; siehe Alt-Haarener Straße 191) und Albert Levy (geb. am 24. Dezember 1883; siehe Friedensstraße 8). Von Wilhelm Levy ist nur bekannt, dass er 1938 Invalide war. Sibylla wurde am 25. Juli 1942 ab Düsseldorf in das KZ Theresienstadt deportiert und am 21. September 1942 in das Vernichtungslager Treblinka verlegt. Das Amtsgericht Aachen erklärte sie am 19. November 1957 für tot und legte den Zeitpunkt des Todes auf den 31. Dezember 1945 fest. Nur ihre jüngste Tochter Else (geb. 1915) entkam nach England, während die beiden anderen Töchter Cläre (geb. am 11. April 1910; gest. am 11. Februar 1944 in Auschwitz) und Erna (geb. am 15. März 1911; gest. 1943 in Lublin) Opfer der Shoa wurden. | 15. Juni 2016                                                                                           | weitere Bilder |
| Aretzstraße 7 Rehmviertel (Standort) (Nachkriegszustand)                                                                                         | Hans Max Silberberg (geb. am 24. Mai 1927 in Aachen), Sohn des Metzgers Hermann Silberberg (1891–1942 in Sobibor) und der Sophie, geborene Hirsch (1893–1942 in Sobibor), war Fußballspieler bei Alemannia Aachen. Am 4. Mai 1942 wurde er festgenommen und als Zwangsarbeiter in das Lager Rhenaniastraße in Stolberg verlegt. Von dort wurde er am 15. Juni 1942 über Koblenz, Köln und Düsseldorf zunächst in das Vernichtungslager Sobibor und anschließend weiter in das Konzentrations- und Vernichtungslager Lublin-Majdanek deportiert, wo er am 8. August 1942 ermordet wurde. | 6. Februar 2019 IG der Alemannia Fans und Fan Club e. V.                                                |                |
| Augustastraße 12, Steffensviertel (Standort) (Nachkriegszustand)                                                                                 | Paul Maas (geb. am 24. März 1873 in Trier) war der Sohn von Albert Maas und Karoline, geborene Meyer. Nach seinem Medizinstudium und seiner 1896 erfolgten Promotion in Bonn kam er nach Aachen, wo er sich als Spezialarzt für Ohren-, Nasen- und Halsleiden und Sprachstörungen im Institut für Sprachleidende und geistig Zurückgebliebene zunächst am Dahmengraben niederließ. In Aachen heiratete er Ida Maas, geborene Kamp (geb. am 2. Juli 1875 in Aachen), mit der er später das von ihm erworbene Haus in der Augustastraße 12 bezog, in dem er ab 1922 auch seine Praxis einrichtete und wo er bis zu seinem Berufsverbot im Jahr 1933 praktizierte. Am 15. Mai 1941 wurde das Ehepaar Maas in das bereits heillos überbelegte jüdische Altersheim Kalverbenden, damals Horst-Wessel-Straße, in Burtscheid zwangsverlegt, von wo aus sie am 15. Juni 1942 in das Konzentrationslager Sobibor deportiert werden sollten. Diesem Abtransport entzog sich das Ehepaar einen Tag zuvor am 14. Juni 1942 durch selbstbestimmten Freitod, der in einem Abschiedsbrief, geschrieben von der Mitbewohnerin des Heimes Anna Amberg, (siehe: Salierallee 7), die mit auf der Deportationsliste stand, noch kurzfristig an den gemeinsamen Bekannten Otto Blumenthal versendet werden konnte. Das Ehepaar Maas fand seine letzte Ruhestätte auf dem jüdischen Friedhof Lütticher Straße in Aachen. Bereits im Jahr 2014 wurden in der Jesuitenstraße 13 in Trier Stolpersteine für Paul Maas und weitere zehn jüdische Abiturienten des dortigen Friedrich-Wilhelm-Gymnasiums verlegt. | 2. November 2020 Einhard-Gymnasium, Aachen                                                              | weitere Bilder |
| Augustastraße 37, Steffensviertel (Standort) (Nachkriegszustand)                                                                                 | Helene Hornberg, geb. Levi (geb. am 1. November 1878 in Ratingen), Tochter des Metzgers Joseph Levy (1843–1937) und der Sophia, geborene Heumann (1844–1928), war verheiratet seit 1927 mit dem Metzger und Fleischgroßhändler Siegmund Hornberg (geb. am 4. August 1864 in Aachen), Sohn des Metzgermeisters Joseph Nathan Hornberg (geb. am 15. Juli 1825) aus Elsdorf und der Klara, geborene Vitten (geb. am 23. Februar 1820) aus Jülich. Der Ehemann war zuvor in erster Ehe mit Bertha Vogel (1869–1926) verheiratet, mit der er zwei Kinder bekam. Helene Levy hatte ihrerseits einen Sohn aus erster Ehe mit dem Metzger Joseph Weinhausen (* 1879). Das Ehepaar Helene und Siegmund Hornberg wurde am 25. Juli 1942 ins KZ Theresienstadt und am 26. September 1942 ins Vernichtungslager Treblinka deportiert, wo sie ermordet wurden. | 18. Oktober 2011                                                                                        | weitere Bilder |
| Bärenstraße 7, Aachener Altstadt (Standort) (Nachkriegszustand)                                                                                  | Marie Ahn (geb. am 12. Juli 1908 in Lontzen/Belgien) war die Tochter des königlich preußischen Eisenbahnangestellten Theodor Ahn (1875–1943) und der Marie Therese Wilhelmine, geborene Mennicken (1879–1961). Theodor Ahn zog 1920 mit seiner Familie nach Aachen, weil er nach dem Anschluss seiner Heimat zu Belgien aufgrund des Friedensvertrags von Versailles seine Stellung als Reichsbahn-Rangiermeister in Preußen beibehalten und sichern wollte. Seine Tochter Marie litt etwa ab dem 12. Lebensjahr offensichtlich an psychischen Störungen und wurde daraufhin im Jahr 1935 zunächst zwangssterilisiert. Im Jahr 1939 folgte ihre Überweisung in die Heil- und Pflegeanstalt Düren. Von dort aus erfolgte am 11. Juli 1941 die Zwischenverlegung in die Provinzialirrenanstalt Andernach, bevor sie einen Monat später am 15. August in die Tötungsanstalt Hadamar verschickt wurde. Unmittelbar nach ihrer Ankunft wurde Marie Ahn in die dortige Gaskammer geschickt und ermordet. | 2. November 2020                                                                                        |                |
| Bismarckstraße 92, Frankenberger Viertel (Standort) (Originalwohnhaus)                                                                           | Robert Salomon (geb. am 7. September 1898 in Aachen), war der Sohn des Viehhändlers Gottschalk Salomon (1855–1921) und seiner zweiten Ehefrau Franziska, geborene Herz (1863–1905), sowie Halbbruder von Max Salomon (siehe: Thomashofstraße 15). Er war seit März 1925 Fußballer bei Alemannia Aachen und von Beruf Kaufmann. 1933 flüchtete er über Vaals nach Amsterdam. Dort geriet er in Gefangenschaft und wurde ab dem 20. Juli 1943 im Durchgangslager Westerbork festgesetzt. Am 25. Januar 1944 wurde er nach Auschwitz deportiert, wo er am 28. Januar 1944 für tot erklärt wurde. | 6. Februar 2019 IG der Alemannia Fans und Fan Club e. V.                                                |                |
| Bismarckstraße 153, Frankenberger Viertel (Standort) (Nachkriegszustand)                                                                         | Julius Berg (geb. am 13. August 1879 in Grevenberg), Sohn des Metzgers Joseph Berg (1846–1928) und der Katharina, geborene Voß (1851–1915), war Maler- und Anstreichermeister in Aachen. Er war verheiratet mit Josephine Schmitz (1879–1915) aus Bonn, die wenige Jahre nach der Heirat starb. Julius Berg wurde am 22. März 1942 über Koblenz in das Ghetto Izbica deportiert, wo er ums Leben kam. Der 1908 geborene Kurt, einziges Kind aus seiner Ehe, überlebte den Holocaust in Brasilien. | 15. Juni 2016                                                                                           | weitere Bilder |
| Brabantstraße 46, Frankenberger Viertel (Standort) (Nachkriegszustand)                                                                           | Hugo Cahn (geb. am 23. April 1881 in Aachen) war der Sohn des Kaufmanns Samuel Cahn (1841–1908) und der Eva, geborenen Elkan (1847–1909). Er übte den Beruf des Handelsvertreters aus und war mit Frieda Cahn, geb. Philipp (geb. am 15. Oktober 1889 in Aachen) verheiratet, die ihm zwei Kinder gebar. Die Eheleute Cahn wurden zunächst in das Sammellager Grüner Weg in Aachen eingewiesen und 1942 in den Osten Deutschlands deportiert, wo sie verstarben. Ihren Kindern Ruth und Werner gelang die Flucht nach England bzw. Palästina. | 15. Juni 2016                                                                                           | weitere Bilder |
| Büchel 42, Aachener Altstadt (Standort) (Nachkriegszustand)                                                                                      | Pauline (Paula) Klein, geb. Herz (geb. am 29. August 1869 in Aachen) war die Tochter des Versicherungsagenten Abraham Herz (1829–1908) und der Lisetta Sara, geborene Heinemann (1838–1907), sowie die Schwester von Josef Herz (siehe Peterstraße 1). Sie heiratete in den 1890er-Jahren den Versicherungsagenten Sigmund Klein (1868–1901), mit dem sie die Söhne Walther (1898–1944), Erich-Jakob (1899–1899) und die Tochter Else (* 1901), später verheiratete Clahsen, bekam (siehe Im Johannistal 25). Nach dem frühen Tod ihres Ehemannes zog Pauline Klein ihre Kinder alleine auf und betrieb zugleich ein Tabakwarengeschäft im Haus Büchel 42. Im Jahr 1937 wurde sie gezwungen, ihr Geschäft aufzugeben und in ein kleines Zimmer in der benachbarten Korneliusstraße, heute Mefferdatisstraße einzuziehen. In ihrer neuen Wohnung wurde sie eine Zeitlang von einem SS-Offizier gedeckt und mit Lebensmitteln versorgt. Nach Erinnerungen ihres Enkels Helmut Clahsen wurde sie jedoch schließlich von einer Schwester ihres katholischen Schwiegersohnes denunziert und musste daraufhin 1941 in das jüdische Altersheim Kalverbenden in Aachen-Burtscheid umziehen. Von dort aus wurde sie am 25. Juli 1942 zunächst in das KZ Theresienstadt und am 25. Mai 1944 in das KZ Auschwitz-Birkenau deportiert, wo kurz darauf ihre Ermordung stattfand. Die Geschichte ihrer Familie wurde ausführlich erzählt in dem Buch ihres Enkels Helmut Clahsen: „Mama, was ist ein Judenbalg? Eine jüdische Kindheit in Aachen 1935–1945“, erschienen im Helios-Verlag, Aachen 2003, ISBN 3-933608-74-0. | 9. Juni 2022 Einhard-Gymnasium Aachen                                                                   | weitere Bilder |
| Eupener Straße 249, Diepenbenden (Standort) (Nachkriegszustand)                                                                                  | Otto Ganz (geb. am 4. Juli 1879 in Bünde) war der Sohn von Alex Ganz (1848–1921) und Bertha Stern. Als ausgebildeter Kaufmann und Fabrikant zog er Anfang des 20. Jahrhunderts nach Aachen, wo er in der Tuchfabrik von Siegfried Grünenberg (1951–1907) eine Anstellung fand. Im Jahr 1907 heiratete Otto Ganz Gertrud, geborene Grünenberg (1884–1938), Tochter von Siegfried Grünenberg und der Regine Grüneberg, geb. Rosenberg (geb. am 27. April 1859 in Lübbecke) und übernahm noch im selben Jahr nach dem Tod seines Schwiegervaters dessen Fabrik. Vier Jahre später wurden ihre erste Tochter Erika Ganz (geb. am 30. Juli 1911 in Aachen) und am 5. November 1919 ihre zweite Tochter Marianne (Maja) geboren. Ein Jahr später erwarb am 19. Mai 1920 Otto Ganz von dem Arzt Ferdinand Joseph Laaf das Haus Eupener Straße 249, zu jener Zeit bekannt als „Villa Flora“. Trotz zunehmenden Benachteiligungen der jüdischen Bürger verzichtete Otto Ganz in den 1930er-Jahren aufgrund einer Krebserkrankung seiner Frau Gertrud auf eine Flucht der Familie ins Ausland. Er wurde bei der Pflege seiner Frau durch deren Mutter Regine Rosenberg unterstützt, die seit 1935 in die Villa Flora eingezogen war. Am 12. Juni 1938 starb schließlich Gertrud Ganz und noch im selben Jahr wurden die Firma und die Immobilie arisiert. Zuvor hatte Otto Ganz die Firma formal noch seinen Töchtern übertragen, die diese fortan als „Astra Tuche GmbH“ fortführten. Die ältere Tochter Erika zog nun nach Berlin und die jüngere Maja in die Schweiz, wo sie heiratete und den Holocaust überlebte. Noch 1939 besuchte der Vater die Tochter in der Schweiz, kehrte aber wenige Wochen später wieder nach Aachen zurück, um sich um seine ältere Tochter Erika und seine Schwiegermutter Regine zu kümmern. Obwohl Maja auch ihrer Schwester Erika helfen wollte, in die Schweiz auszureisen, erhielt diese von den Behörden keine Einreisegenehmigung mehr. Erika zog stattdessen nach Berlin in die Landhausstraße 11 und arbeitete dort für eine jüdische Wohlfahrtsstelle. Im Jahr 1941 wurde die Villa Flora zu einem Judenhaus umgewidmet und in der Folgezeit mit bis zu 30 Personen zwangsweise belegt. Otto Ganz und seine Schwiegermutter Regine Grüneberg gehörten schließlich zu den letzten 14 Bewohnern der Villa, die am 25. Juli 1942 in das KZ Theresienstadt deportiert wurden. Dort starben Regine Grüneberg am 26. Dezember 1942 an Erschöpfung und Otto Ganz am 13. April 1944 an einer Meningitiserkrankung. Auch Erika Ganz wurde zunächst verhaftet und am 1. März 1943 von Berlin nach Auschwitz deportiert und gilt seitdem als verschollen und wurde später für tot erklärt. | 1. März 2024 Gedenkbuchprojekt für die Opfer der Shoah aus Aachen e. V.                                 | weitere Bilder |
| Försterstraße 28, Lousbergviertel (Standort) (Originalwohnhaus)                                                                                  | Karl Leopold Brach (geb. am 11. Februar 1859 in Saarlouis) war der Sohn von Salomon Brach (1819–1910) und der Johanna, geborene Herz (1834–1985). Er studierte Rechtswissenschaften und kam nach einigen Zwischenstationen im Jahr 1904 nach Aachen, wo er bis zu seiner Pensionierung im Jahr 1926 als Amtsrichter am Amtsgericht Aachen tätig war. In dieser Zeit übernahm er zugleich nebenberufliche Aufgaben als Syndikus an der TH Aachen. Seit seiner Ankunft in Aachen war Brach verheiratet mit Emmy Brach, geborene Herzberg und verwitwete Keiler (geb. am 11. März 1874 in Aachen), Tochter der Eheleute Gotthold Herzberg und Berta, geborene Mayer. Während ihrer ersten Ehe mit Jakob Otto Keiler war sie zum Christentum konvertiert und ihr zweiter Mann Karl Brach wechselte daraufhin im Jahr 1917 zum protestantischen Glauben. Seit seiner Hochzeit bewohnte das Ehepaar das Haus in der Försterstraße 28, das im April 1941 per Beschluss der Stadt Aachen als Judenhaus deklariert wurde und in dem in Mischehe lebende Ehepaare einquartiert wurden. Das Ehepaar Brach musste sich daraufhin mit einem Einzelzimmer abfinden. Am 25. Juli 1942 wurden sie verhaftet und über Düsseldorf in das KZ Theresienstadt deportiert. Dort fanden der Amtsgerichtsrat a. D. Karl Brach am 25. Juli 1942 und Emmy Brach am 14. Oktober 1942 ihren Tod. | 2. November 2020 Einhard-Gymnasium, Aachen                                                              | weitere Bilder |
| Frankenberger Straße 20, Frankenberger Viertel (Standort) (Originalwohnhaus)                                                                     | Adolf Rosenthal (geb. am 11. August 1873 in Mayen) war der Sohn der Eheleute Elias Rosenthal (1846–1920) und Amalie, geborene May (1849–1918). Er studierte Rechtswissenschaften in Köln und wurde anschließend nach einigen Zwischenstationen im Jahr 1908 an das Landgericht Aachen versetzt, wo er zunächst als Landrichter und ab 1927 als Landgerichtsdirektor fungierte. Zugleich war er seit 1924 Mitglied und ab 1927 Vorsitzender der Aachener Synagogengemeinde. Rosenthal war verheiratet mit Gertrud Rosenthal, geborene Heilbrunn (geb. am 30. August 1884 in Erfurt), Tochter der Eheleute Leopold Heilbrunn und Hedwig, geborene Heimbach, mit der er ab 1932 das Haus in der Frankenberger Straße bewohnte. In diesem Haus konnte das Ehepaar Rosenthal im März 1941 noch kurzfristig Anna Amberg (siehe: Salierallee 7) aufnehmen, bevor diese am 15. Juni 1942 verhaftet und nach Sobibor deportiert wurde, sowie Meta Rosenberg (siehe: Von Görschen Straße 11), bevor diese ebenfalls ein Opfer der Shoa wurde. Am 18. Juni 1943 wurden schließlich auch Adolf und Gertrud Rosenthal verhaftet und über Köln in das KZ Theresienstadt deportiert. Von dort aus wurden sie am 20. Oktober 1944 in das KZ Auschwitz weitergeleitet und am 28. Oktober 1944 ermordet. | 2. November 2020 Einhard-Gymnasium, Aachen                                                              | weitere Bilder |
| Freunder Landstraße 60, Aachen-Brand (Standort) (Verlegestelle Freunder Landstraße 58) (Nachkriegszustand)                                       | Netta Heumann, geb. Kaufmann (geb. am 11. Oktober 1877 in Aachen-Brand), Tochter von David Kaufmann (1848–1917) aus Kornelimünster und Lisete, geborene Löb († 1926), wuchs auf dem elterlichen Viehhof in Brand auf und wurde zusammen mit ihrer Tochter Hilde Borkowski, geb. Heumann (geb. am 3. Februar 1908 in Aachen-Brand) und ihrer Enkelin Ingeborg Lisette Borkowski (geb. am 15. November 1935 in Aachen-Brand) zunächst ins Lager Hergelsmühle in Aachen-Haaren einquartiert. Anschließend wurden sie gemeinsam am 15. Juni 1942 ins Vernichtungslager Sobibor deportiert und am 8. Mai 1945 für tot erklärt. Der Ehemann von Hilde, Simon Borkowski (geb. am 20. Dezember 1903 in Baku), Sohn des Kaufmanns Naftali Borkowski (geb. am 22. April 1876 in Zgierz; gest. 1942 vermutlich in Treblinka) und der Rachel Lea Hecht (geb. am 5. Februar 1884; gest. 1942 vermutlich in Treblinka), war kaufmännischer Angestellter in Aachen. Er wurde am 27. Oktober 1941 von Düsseldorf aus, wo er während der Woche arbeitete und wohnte, ins polnische Ghetto Litzmannstadt deportiert und am 8. Mai 1945 für tot erklärt. | 15. Juni 2009 Evangelisches Kinderheim Brand e. V.                                                      | weitere Bilder |
| Friedensstraße 8, Aachen-Haaren (Standort) (Nachkriegszustand)                                                                                   | Albert Levy (geb. am 24. Dezember 1883 in Aachen-Haaren) war der Sohn des Viehhändlers Isaak Levy (1849–1909) und der Sibilla, geborene Hirtz (1861–1926), sowie Vetter von Albert Levy (geb. am 15. März 1885; siehe Alt-Haarener Straße 191) und Wilhelm Sigismund Levy (geb. am 14. Februar 1871; siehe An den Frauenbrüdern 4). Albert Levy war Bankbeamter und Offizier im Ersten Weltkrieg. 1938 emigrierte er zunächst in die Niederlande, wurde in Belgien verhaftet und nach Frankreich ins Sammellager Drancy deportiert. Von dort aus wurde er am 4. September 1942 zunächst in das Camp de Gurs und am 9. Oktober 1942 weiter nach Auschwitz deportiert und dort ermordet. Sein Bruder Bernhard (Benno) Levy (geb. am 9. November 1886 in Aachen-Haaren), Kaufmann, war schwerkriegsbeschädigter Soldat im Ersten Weltkrieg und befand sich von 1915 bis 1920 in Kriegsgefangenschaft. Er kam 1941 ins Haarener Lager Hergelsmühle und wurde am 18. August 1941 am Bahnübergang Friedenstraße erschlagen aufgefunden. Ihm zu Ehren wurde in Haaren eine Straße in Benno-Levy-Weg umbenannt. Deren jüngster Bruder Emil Levy (geb. am 22. Dezember 1895 in Aachen-Haaren), ebenfalls Kaufmann und Soldat im Ersten Weltkrieg, wurde 1936 zunächst in Aachen inhaftiert und anschließend in das alte Kölner Gefängnis Klingelpütz überführt. Von dort wurde Levy 1938 ins KZ Oranienburg deportiert. Dabei gelang ihm die Flucht und er konnte nach Mexiko emigrieren, wo er in Saltillo ein Lederwarengeschäft eröffnete. Er verstarb am 9. März 1951 in Mexiko-Stadt. Die weiteren Brüder Hermann (1885–1943; siehe Lothringer Straße 107) und Heinrich Levy (1888–1942; siehe Heinrichsallee 59) wurden ebenfalls Opfer der Shoa. | 16. Januar 2008 Alkuin Realschule (Bernhard Levy) Einhard-Gymnasium, Aachen (Albert und Emil Levy)      | weitere Bilder |
| Friedrichstraße 50, Steffensviertel (Verlegestelle Friedrichstraße 48) (Standort) (Nachkriegszustand)                                            | Adolph Dahl (geb. am 15. September 1880 in Hünshoven), Tuchgroßhändler und Sohn des Viehhändlers Cappel Dahl (1838–1887) und der Helena, geborene Meyer (1846–1939), war verheiratet mit Olga Dahl, geb. Meyer (geb. am 1. April 1884 in Gürzenich), Tochter des Schlossers David Meyer (1848–1930) und der Sophie, geborene Plaat (1851–1938) aus Wesel. Das Ehepaar Dahl sowie deren beider Sohn Rudolf Dahl (geb. am 9. März 1926 in Aachen) wurden zunächst in das jüdische Ghetto in Aachen einquartiert und 1941 nach Treblinka deportiert sowie später in Sobibor ermordet. Die gemeinsame Tochter Vera Bier, geb. Dahl (geb. am 1. Oktober 1921 in Aachen) musste im Frühjahr 1937 das St. Ursula-Gymnasium in Aachen verlassen und ging bis zu ihrer Schließung nach den Novemberpogromen 1938 an eine englisch-jüdische Schule in Köln. Im Mai 1939 emigrierte sie nach England ins Exil, wo sie aufgrund fehlender finanzieller Mittel kein Medizinstudium, sondern nur eine Ausbildung zur Krankenschwester absolvieren konnte. | 1. Februar 2018                                                                                         | weitere Bilder |
| Gottfriedstraße 4, Aachener Altstadt (Standort) (Nachkriegszustand)                                                                              | Fritz Felsenthal (geb. am 4. August 1869 in Aachen), Kaufmann, war der Sohn des Tuchfabrikanten Max Felsenthal (1836–1904) und der Ida, geborene Hamm. Am 20. März 1941 kam er zwangsweise ins jüdische Altersheim Kalverbenden in Burtscheid und wurde von dort aus ins KZ Buchenwald deportiert, wo er am 28. Mai 1942 angeblich an Herzversagen verstarb. Seine Urne konnte nach Aachen überführt und auf dem jüdischen Friedhof Lütticher Straße beigesetzt werden. Im Jahr 1952 wurde er endgültig für tot erklärt. Sein jüngerer Bruder Erich Felsenthal (geb. 23. Februar 1874 in Aachen), welcher als Kaufmann in Düsseldorf tätig und von 1922 bis 1938 im Vorstand der dortigen Synagogengemeinde war, wurde mit seiner Frau Antonie, geborene Francken (geb. am 13. August 1873 in Aachen) vom Durchgangslager Westerbork 1943 nach Auschwitz deportiert und dort im September 1943 ermordet. Vor dem Haus in der Düsseldorfer Kasernenstraße 17–19 wurden im Jahre 2018 Stolpersteine für das Paar gelegt. | 3. Dezember 2010                                                                                        | weitere Bilder |
| Harscampstraße 64, Aachener Altstadt (Standort) (Nachkriegszustand)                                                                              | Joseph Marx (geb. am 31. Januar 1891 in Bardenberg) war der Sohn des Viehhändlers Albert Marx (1855–1918) und der Jula Rubens (1861–1917) sowie über seine Mutter auch Vetter von Frieda Herz, geborene Rubens (siehe Lütticher Straße 39). Er heiratete 1891 Rosa Marx, geb. Hirsch (geb. am 16. November 1891 in Aachen), Tochter des Maklers Albert Hirsch (1848–1910) und der Henriette Levy (1852–1929). Zusammen mit ihrer gemeinsamen Tochter Else Marx (geb. am 13. Februar 1924 in Aachen) lebte das Ehepaar Josef und Rosa Marx im Haus Harscampstraße 74, in dem Josef zusammen mit seinem Bruder Moritz Marx (1889–1967) eine erfolgreiche Schneiderwerkstatt mit bis zu zehn Angestellten betrieben hatte. Im Jahr 1938 kam es zur Zwangsschließung der Schneiderei und zur Beschlagnahmung der Betriebseinrichtung sowie von Wertgegenständen und Barvermögen. Wenige Monate später musste die Familie auch die Wohnung räumen und wurde in das Barackenlager am Grünen Weg in Aachen interniert. Schließlich folgte am 22. März 1942 mit demselben Transport wie ihre verschwägerte Familie Erwin Herz die Deportation in das Ghetto Izbica, wo sich ihre Spur verliert. Nach dem Krieg wurden alle drei mit Wirkung zum 10. Mai 1945 für tot erklärt. Josephs Bruder Moritz und seine Frau Maria, geborene Brand (1895–1965), wurden erst Anfang Januar 1945 verhaftet und in das KZ Theresienstadt deportiert. Durch die Befreiung des Lagers wenige Monate später überlebten sie den Holocaust. | 21. Februar 2024 Einhard-Gymnasium, Aachen                                                              | weitere Bilder |
| Heinrichsallee 59, Aachener Altstadt (Standort) (Nachkriegszustand)                                                                              | Heinrich Levy (geb. am 3. April 1888 in Aachen-Haaren), Kaufmann und Bruder der Geschwister aus der Friedenstraße 8, war verheiratet mit Selma Levy, geb. Baum (geb. am 3. Januar 1887 in Gindorf). Das Ehepaar wurde zusammen mit ihrer Tochter Ruth Levy (geb. am 18. Mai 1924 in Aachen-Haaren), Schülerin des St.-Ursula-Gymnasiums in Aachen, das sie im November 1938 auf Grund staatlicher Anordnung verlassen musste, im Jahr 1942 ins KZ Theresienstadt deportiert und dort ermordet. | 16. Januar 2008 Einhard-Gymnasium, Aachen GGS Schönforst, GHS Aretzstraße, GHS Drimborn                 | weitere Bilder |
| Heinzenstraße 25, Aachener Altstadt (Standort)                                                                                                   | Hans Friedrich Meyerbach (geb. am 20. Oktober 1898 in Aachen) war der Sohn von Paul Nathan Meyerbach (geb.1868 in Aachen) und der Mathilde, geb. Salberg (geb. 1872 in Brakel). Paul Meyerbach betrieb ein Bankgeschäft in der Friedrichstraße, wo die Familie auch wohnte. Hans Meyerbach war Kriegsteilnehmer im Ersten Weltkrieg und kam mit dem Verwundetenabzeichen nach Hause. Er studierte danach Medizin, promovierte und absolvierte anschließend noch eine Facharztausbildung zum Augenarzt. Als solcher eröffnete er im Jahr 1927 in Aachen eine Praxis. Privat wohnte er noch bis 1933 in der Friedrichstraße und zog dann in die Heinzenstraße 25. Meyerbach protestierte 1933 gegen den von den Nationalsozialisten erlassenen Judenboykott und wurde kurzzeitig verhaftet. Anschließend verlor er infolge des Gesetzes zur Wiederherstellung des Berufsbeamtentums seine Kassenzulassungen und emigrierte daraufhin im Jahr 1934 nach Shanghai. Dort starb er am 11. April 1941, einzelne Quellen gehen von Suizid aus. Sein Vater war bereits im Jahr 1934 gestorben, woraufhin seine Mutter zu ihrer Schwester nach Berlin zog, von wo aus sie während der Kriegsjahre ebenfalls nach Shanghai emigrierte und dort 1944 verstarb. | (2025; wird noch bekanntgegeben)                                                                        |                |
| Hubertusplatz 12, Aachener Altstadt (Standort)                                                                                                   | Siegfried Steinweg (geb. am 15. August 1892 in Langerwehe) war der Sohn des Metzgermeisters Moses Max Steinweg (1866–1922) und der Rosa Levy (1867–1931). Siegfried betrieb eine Metzgerei in Aachen und war verheiratet mit Frieda Steinweg geborene Wolf (geb. am 30. September 1894 in Kelz), Tochter von Jakob Wolf (1846–1934) und Amalie Meyer (1857–1932). Das Ehepaar bekam die drei Kinder Max Steinweg (28. April 1921), Hugo Steinweg (geb. am 20. Februar 1923) und Irma Steinweg (geb. am 25. Juni 1925) und wohnten zunächst in der Jülicher Straße und ab 1932 am Hubertusplatz 12. Nach 1938 wurde die Familie in verschiedene Judenhäuser mehrfach zwangsumgesiedelt, zunächst in das Haus Seilgraben 53, dann ab 1940 in das Haus Lothringer Straße 23 und ab 1941 in das Haus Promenadenstraße 21. Am 22. März 1943 erfolgte der Transport in das Ghetto Izbica, wo sich ihre Spur verliert. | (2025; wird noch bekanntgegeben)                                                                        |                |
| Im Johannistal 25, Hanbrucher Viertel (Standort) (Nachkriegszustand)                                                                             | Else Clahsen, geb. Klein (geb. am 23. November 1901 in Aachen) war die Tochter des Versicherungsagenten Sigmund Klein (1868–1901) und der Paula, geb. Herz (1869–1944, siehe Büchel 42) sowie Nichte von Josef Herz (siehe Peterstraße 1). Nach dem Besuch der jüdischen Volksschule Bergdriesch und der Mädchenrealschule in der Eilfschornsteinstraße studierte sie Musik und wurde als Pianistin am Theater Aachen übernommen. Im Jahr 1928 heiratete sie den Katholiken und städtischen Angestellten Heinrich Clahsen, mit dem sie fünf Kinder bekam, von denen die beiden erstgeborenen Zwillinge nur wenige Wochen alt wurden. Im Jahr 1933 wurde Else Clahsen von der Theaterleitung gekündigt und verbrachte daher die folgenden Jahre als Hausfrau. Anlässlich einer so genannten „Erfassung jüdischer Frauen und ihrer Kinder“ wurde sie 1937 durch die NS-Gesundheitsbehörde zu einer Reihenuntersuchung in ein Aachener Krankenhaus beordert, wo sie physisch und psychisch unwürdig behandelt wurde. Einige Monate später folgte wegen angeblicher Tuberkulose ihre Einweisung in das Luisenhospital Aachen, von wo aus sie im Oktober 1938 in die St. Antonius Bewahrschule in Wegberg und danach in verschiedenen weiteren Krankenhäusern in Mönchengladbach, zuletzt in das dortige Franziskus-Sanatorium, verlegt wurde, wo sie am 27. Januar 1941 verstarb. Ihre Odyssee wurde ausführlich erzählt in dem Buch ihres Sohnes Helmut Clahsen: Mama, was ist ein Judenbalg? Eine jüdische Kindheit in Aachen 1935–1945, erschienen im Helios-Verlag, Aachen 2003, ISBN 3-933608-74-0. | 9. Juni 2022 Einhard-Gymnasium Aachen                                                                   |                |
| Jülicher Straße 2, Nordviertel (Standort) (Nachkriegszustand)                                                                                    | Josef Müller (geb. 1876) war Ratspolitiker und engagierter Gewerkschafter. Er weigerte sich, in die NSDAP einzutreten, und ging stattdessen in den Widerstand. Er beteiligte sich an der Verbreitung geheimer Schriften und half Juden bei der Flucht ins Ausland. 1941 wurde Müller zum ersten Mal wegen staatsfeindlicher Aktivitäten festgenommen, kam jedoch aus Mangel an Beweisen wieder auf freiem Fuß. Im August 1944 folgte seine zweite Festnahme wegen Widerstand und als politischer Staatsfeind und diesmal wurde er in das KZ Sachsenhausen deportiert. Von dort wurde er Anfang 1945 ins KZ Bergen-Belsen überführt, wo er im März des gleichen Jahres an Unterernährung starb. | 17. Dezember 2012                                                                                       | weitere Bilder |
| Jülicher Straße 80, Nordviertel (Standort) (Originalwohnhaus)                                                                                    | Fritz Moses (geb. am 10. Mai 1901 in Langweiler), Sohn des Metzgers David Moses (1863–1910) und der Rosa, geborene Leven (1866–1933), war Fußballspieler der Alemannia Aachen und von Beruf Kaufmann. Zu Kriegsbeginn flüchtete er in die Niederlande, wo er in Gefangenschaft geriet und von 1940 bis 1944 in das Durchgangslager Westerbork festgesetzt wurde. Am 4. September 1944 wurde er in das KZ Theresienstadt und am 29. September 1944 in das Außenlager Gleiwitz des KZ Auschwitz deportiert, wo er am 4. November 1944 für tot erklärt wurde. | 6. Februar 2019 IG der Alemannia Fans und Fan Club e. V.                                                |                |
| Krefelder Straße 16, Lousbergviertel (Standort) (Originalwohnhaus)                                                                               | Werner Josef Walbaum (geb. am 31. Januar 1899 in Aachen), Sohn des Tuchgroßhändlers Sigmund Walbaum (1862–1932) und der Amelie, geborene Kaufmann (1878–1943 in Auschwitz; siehe Krefelder Straße 37), war promovierter Kaufmann und Tuchgroßhändler in Aachen. Zusammen mit seiner Ehefrau Anna Walbaum, geb. Kaufmann (geb. am 15. Februar 1906 in Aachen), Tochter von Hugo Kaufmann (geb. am 27. August 1880 in Langenberg) und Elly, geborene Herz (geb. 24. April 1882 in Aachen; siehe Zollernstraße 24), sowie ihren Kindern Gisela Walbaum (geb. am 14. November 1928 in Aachen) und Klaus Sigmund Walbaum (geb. am 14. August 1933 in Aachen) emigrierte er um 1938 in die Gegend um Vaals in den Niederlanden. Dort wurden sie verhaftet und zunächst in das Durchgangslager Westerbork verlegt und später nach Auschwitz deportiert. Die Angaben killed 28. Februar 1945 in Midden-Europa bei Werner Josef und Gisela Walbaum lassen darauf schließen, dass sie auf der Fahrt ins Konzentrationslager umgekommen sind. Anne Walbaum und ihr Sohn Klaus Sigmund verstarben bereits zuvor am 6. Oktober 1944 in Auschwitz. | 15. Juni 2016                                                                                           | weitere Bilder |
| Krefelder Straße 33, Lousbergviertel (Standort) (Originalwohnhaus)                                                                               | Wally Hirtz, geb. Edenfeld (geb. am 17. November 1878 in Würzburg), Tochter von Leopold Edenfeld und Anna Neuberger aus Würzburg, war die Ehefrau des Tuchfabrikanten Otto Hirtz (1868–1939), Sohn der Eheleute Julius Hirtz (1834–1909) und Bertha Cohen (1840–1923) und Inhaber der Firma Gebr. Hirtz, Aachen, Wilhelmstraße 87. Als Witwe wurde sie zwangsweise in das israelitische Altersheim Kalverbenden in Burtscheid verbracht, von wo aus sie am 15. Juni 1942 über Koblenz, Köln, Düsseldorf in das Vernichtungslager Sobibor deportiert und dort ermordet wurde. | 15. Juni 2016                                                                                           |                |
| Krefelder Straße 37, Soers (Standort) (Originalwohnhaus)                                                                                         | Amelie Walbaum (geb. am 9. Juli 1878 in Bonn) war die Tochter von Aloys Kaufmann (1852–1916) und Adele Mendel (1959–1919). Im Jahr 1898 heiratete sie Sigmund Walbaum (1862–1932), der aus Menden im Sauerland stammte und in Aachen zusammen mit seinem Bruder Louis (1860–1927) einen Tuchgroßhandel betrieb. Nach Sigmund Walbaums Tod wurde Amelie Mitinhaberin der Tuchgroßhandlung. Das Ehepaar lebte im eigenen Haus in der Krefelder Straße 37 und bekam zwei Söhne: Werner Josef Walbaum (1899–1945, siehe: Krefelder Straße 16), der mit seiner Familie ebenfalls Opfer der Shoa wurde, und Karl Emil Walbaum (1901–1962), der den Holocaust in New York überlebte. Amelie blieb als Witwe zunächst im Haus Krefelder Straße 37 wohnen, emigrierte jedoch um 1938 in die Niederlande, bevor einige Monate später der Tuchgroßhandel arisiert wurde und einen neuen Besitzer erhielt. Zwischen 1939 und 1942 war Amelie Walbaum an mehreren Adressen in Amsterdam gemeldet. Sie wurde schließlich aufgegriffen und am 1. Juli 1943 in das Durchgangslager Westerbork interniert. Von dort wurde sie nach Auschwitz deportiert und am 17. September 1943 ermordet. | 1. Juli 2025 Einhard-Gymnasium, Aachen                                                                  |                |
| Laurensberger Straße 20, Aachen-Laurensberg (Standort) (Originalwohnhaus)                                                                        | Siegfried Randerath (geb. am 18. April 1905 in Oidtweiler) war der Sohn von David Randerath (geb. 1788) und der Hannchen Keller (1879–1915). Er zog nach Aachen und war als Melker auf dem Großen Niersteiner Hof in Vetschau tätig. Im Frühsommer 1937 wurde er wegen Rassenschande verhaftet und später nach Düren verlegt. Am 21. Juni 1938 fand seine Verlegung als „Arbeitsscheuer Jude“ in das Konzentrationslager Sachsenhausen statt. Dort wurde er am 2. März 1939 „offiziell“ entlassen, jedoch im November 1941 erneut verhaftet und als Zwangsarbeiter in das Lager Rhenaniastraße in Stolberg einquartiert. Am 15. Juli 1942 fand seine Deportation zunächst nach Sobibor und anschließend nach Majdanek statt, wo er am 15. August 1942 seinen Tod fand. | 6. Februar 2019 Dorfgemeinschaft Vetschau                                                               |                |
| Leydelstraße 7, Aachener Altstadt (Standort) (Nachkriegszustand)                                                                                 | Selma Meyer, geb. Wolf (geb. am 15. April 1882 in Aachen), Tochter eines Kaufmanns, war verheiratet mit Alex Meyer, der im Geschäft der Familie Wolf arbeitete und 1930 verstarb. Das Ehepaar hatte zwei Kinder: Ernst und Edith. 1935 zogen sie gemeinsam nach Palästina, wobei Selma Meyer später wieder allein nach Deutschland zurückkehrte. 1942 wurde sie gefangen genommen und ins Ghetto Izbica deportiert und dort ermordet. Zwei ihrer drei Geschwister, Änne und Fritz, wurden ebenfalls Opfer der Shoa. | 17. Dezember 2012                                                                                       |                |
| Limburger Straße 12, Hangeweiherviertel (Standort) (Nachkriegszustand)                                                                           | Hans Rosenberg (geb. am 3. Juni 1906 in Aachen) war der Sohn von Emil Rosenberg (1863–1936; siehe: Von-Görschen-Straße 11) und dessen erster Ehefrau Anna, geborene Amsberg (1874–1909). Nach entsprechender kaufmännischer Ausbildung stieg Hans Rosenberg in das väterliche Unternehmen „L. Rosenberg jr., Tuchgroßhandlung und Tuchversand“ ein und heiratete am 21. November 1934 Marianne, geborene Rosenthal (1914–1938), die Tochter des Landgerichtsdirektors Adolf Rosenthal und seiner Frau Gertrud, geborene Heilbrunn, beide wohnhaft in der Frankenbergerstraße Nr. 20 (siehe: Frankenbergerstraße 20). Mit ihr bezog er eine Wohnung im Haus Limburger Straße Nr. 12 und bekam die Söhne Peter Michael Louis (geb. am 5. Februar 1936, gest. am 26. Dezember 1998) und Ernst David Thomas (geb. am 10. April 1938). Da jedoch seit 1935 durch die Nürnberger Gesetze allen Deutschen mit jüdischer Abstammung die Bürgerrechte entzogen worden waren, zog Marianne Rosenberg in der Zeit ihrer beiden Schwangerschaften jeweils bis nach der Geburt ihrer Söhne nach London, wo sie in früheren Jahren als Au-pair-Mädchen gearbeitet hatte und gut vernetzt war. Dadurch gelangten ihre Söhne in den Besitz der britischen Staatsbürgerschaft. Nach dem plötzlichen Tod seiner Frau infolge eines Autounfalls am 5. Juli 1938 und der im November des gleichen Jahres stattfindenden Reichspogromnacht zog Hans Rosenberg nach Amsterdam. Sein Vater hatte 1923 in der holländischen Stadt Lochen einen Im- und Exportbetrieb gegründet, der inzwischen nach Amsterdam umgesiedelt war. Als Geschäftsführer war dort ein Freund der Familie, Johannes Scholten, tätig. Seine beiden Söhne, die vorübergehend bei seinen Schwiegereltern untergekommen waren, holte er später nach. Für diese fand er in Hanni Battefeld, einer alleinerziehenden Mutter mit einer Tochter Erica, eine adäquate Kinderfrau. Im Laufe der Zeit entwickelte sich eine Liebesbeziehung zwischen Hans Rosenberg und Hanni Battefeld. Aus Sicherheitsgründen haben sie jedoch auf eine Heirat verzichtet. Am 11. Mai 1941 wurde der gemeinsame Sohn Franklin geboren (gest. am 8. Dezember 2006 in Italien), den Hans jedoch nie kennenlernen konnte. Denn obwohl Hans Rosenberg im Jahr 1941 einen Hinweis erhalten hatte, dass er wegen angeblichen Devisenschmuggels von der deutschen Besatzungsbehörde gesucht wurde, tauchte er nicht unter, sondern wurde stattdessen verhaftet und nach Aachen überstellt, wo er ein Jahr Gefängnis absitzen musste. Im Nachhinein stellte sich heraus, dass er von dem zuvor genannten Scholten denunziert worden war. Als ihn in Aachen am angegebenen Entlassungstag im Jahr 1942 seine Schwiegereltern abholen wollten, bekamen diese die Auskunft, dass er einen Tag zuvor nach Auschwitz deportiert worden war, wo er am 5. März 1943 ermordet wurde. Die beiden Söhne Peter und Tom Rosenberg wurden 1944 in Amsterdam verhaftet und im Hauptsitz der GeStaPo bis zu einer vorgesehenen Deportation festgehalten. Doch mit Hilfe von Hanni Battefeld, dem Roten Kreuz und den englischen Pässen der Kinder konnten sie stattdessen in das Internierungslager Liebenau bei Konstanz am Bodensee überführt werden, wo sie am 9. Mai 1945 befreit wurden. Für diesen Einsatz wurde Hanni Battefeld, die selber am 15. März 1959 in Amsterdam gestorben war, posthum im Jahr 2012 mit der Yad-Vashem-Medaille ausgezeichnet, die ihre Tochter Erica, verheiratete Albisser empfangen hat. | 24. Juni 2021 Einhard-Gymnasium, Aachen                                                                 |                |
| Limburger Straße 22, Hangeweiherviertel (Standort) (Nachkriegszustand)                                                                           | Mali Blumenthal (geborene Epstein, geb. am 5. September 1876 in Göttingen) war die Tochter des Internisten Wilhelm Ebstein und seiner Frau Elfriede, geborene Nicolaier. Am 1. Mai 1908 verlobte sie sich mit dem Mathematiker Otto Blumenthal, den sie bereits aus Göttingen kannte und der 1905 auf einen Lehrstuhl an der TH Aachen berufen wurde. Nachdem beide zum Protestantismus übergetreten waren, heirateten sie am 12. August 1908. Es folgten 1911 die Geburt der Tochter Margrete und 1914 des Sohnes Ernst. Nach mehreren Umzügen fanden sie ab 1933 in der Limburger Straße Nr. 22 ihren festen Wohnsitz. Noch im selben Jahr schickte Mali Blumenthal den Sohn Ernst und 1936 die Tochter Margrete nach London ins Exil und flüchtete selbst 1939 zusammen mit ihrem Mann Otto nach Delft in die Niederlande. Wenige Monate später nach dem Einmarsch der deutschen Truppen in die Niederlande mussten sie Delft verlassen und konnten in einer Pension in Utrecht unterkommen. Dort wurde das Ehepaar Blumenthal am 22. April 1943 gefangen genommen und einen Tag später zunächst in das KZ Herzogenbusch interniert sowie anschließend in das Durchgangslager Westerbork deportiert, wo Mali Blumenthal am 21. Mai 1943 verstarb und eingeäschert wurde. Die Urne mit ihrer Asche wurde anschließend auf dem jüdischen Friedhof von Diemen beigesetzt. Ihr Mann Otto wurde 1944 in das Ghetto Theresienstadt verlegt und starb dort im November an einer Lungenentzündung. Ernst Blumenthal (geb. am 18. Februar 1914 in Aachen) absolvierte am damaligen Kaiser-Wilhelms-Gymnasium, dem heutigen Einhard-Gymnasium, sein Abitur und begann anschließend ein Studium an der TH Aachen. Nach der Suspendierung seines Vaters als dortiger Hochschullehrer und ständigen Diskriminierungen seiner Person emigrierte Ernst Blumenthal 1933 nach England und absolvierte an der University of Manchester das Studium der Physik, Mathematik und Chemie. Dadurch konnte er dem Holocaust entgehen und arbeitete später als Chemiker. Am 28. Mai 1974 starb er in Northwich. Margrete Blumenthal (geb. am 27. Juli 1911 in Aachen) absolvierte 1930 ihr Abitur am Aachener Gymnasium St. Ursula und studierte anschließend Anglistik an der Universität zu Köln. Wenige Monate nach ihrer Promotion am 9. November 1935 emigrierte sie auf Vermittlung ihrer Mutter nach England, wo bereits ihr Bruder lebte. | 24. Juni 2021 Einhard-Gymnasium, Aachen                                                                 | weitere Bilder |
| Lochnerstraße 43, Westviertel (Standort) (Nachkriegszustand; Haus stand in der Lücke am Bahndamm)                                                | Oscar Heumann (geb. am 17. Januar 1913 in Aachen) war das vierte Kind des Kaufmanns Salomon Heumann (1868–1948) und der Thekla, geb. Rosenthal (1876–1936), wobei sein jüngster Bruder Josef nur wenige Wochen alt wurde. Noch vor 1935 heiratete er die katholische Buchhalterin Anna Watolla (* 1904), mit der er in das Haus seines Vaters in der damaligen Kaiserallee 68, heute Oppenhoffallee einzog. Nach dem Tod seiner Mutter Thekla und der vorübergehenden Verlegung seines Vaters in das jüdische Altersheim Kalverbenden in Aachen-Burtscheid, zog Oscar Heumann mit seiner Frau in die Lochnerstraße 43. Über seinen beruflichen Lebenslauf gibt es nur die Information im Aachener Adressbuch, in das er als Pianist, Schauspieler und Kaufmann eingetragen ist. Erst im Jahr 1942 taucht sein Name wieder auf, als er vom 14. bis 24. April in das Zwangsarbeiterlager in der Rhenaniastraße in Stolberg interniert worden war. Wenige Monate später wurde er am 22. November 1942 in das KZ Mauthausen deportiert, wo er laut dortiger Todesmeldung am 5. Dezember verstarb. Seine Urne wurde auf dem Jüdischen Friedhof Aachen beigesetzt. | 9. Juni 2022                                                                                            |                |
| Lothringer Straße 87, Steffensviertel (Standort) (Nachkriegszustand)                                                                             | Flora Schloss (geb. am 6. Februar 1884 in Eppelsheim), Tochter von Leopold Schloss und Susanne Mayer, kam am 30. September 1938 von Ludwigshafen nach Aachen. Dort wechselte die ledige Krankenschwester, die zeitweise in dem israelitischen Altenheim Kalverbenden gearbeitet hatte, in den nächsten drei Jahren mehrfach ihren Wohnsitz. Am 23. März 1941 wurde sie festgenommen und in das Judenhaus in der Promenadenstraße 21 überführt. Von dort wurde Flora Schloss am 22. März 1942 in das Ghetto Izbica deportiert und galt seitdem als verschollen. Im Jahr 1961 wurde sie vom Amtsgericht Aachen mit Wirkung zum 31. Dezember 1945 für tot erklärt. | 1. März 2024 Gedenkbuchprojekt für die Opfer der Shoah aus Aachen e. V.                                 | weitere Bilder |
| Lothringer Straße 107, Steffensviertel (Standort) (Originalwohnhaus)                                                                             | Hermann Levy (geb. am 1. Juni 1885 in Aachen-Haaren), Bruder der Geschwister aus der Haarener Friedenstraße 8, war gelernter Handelskaufmann. Als Soldat im Ersten Weltkrieg geriet er von 1915 bis 1920 in Kriegsgefangenschaft. Er flüchtete 1938 über Belgien nach Frankreich, wo er aufgegriffen und in verschiedenen Lagern, darunter das Sammellager Drancy und das Camp de Concentration de Saint-Cyprien einquartiert wurde. Am 4. Juni 1943 wurde er nach Sobibor deportiert und dort ermordet. | 16. Januar 2008 Einhard-Gymnasium, Aachen                                                               | weitere Bilder |
| Lütticher Straße 39, Hangeweiherviertel (Standort) (Originalansicht)                                                                             | Erwin Herz (geb. am 25. Januar 1902 in Aachen) war der Sohn des Zigarren- und Tabakwarengroßhändlers Max Herz (1863–19121) und der Hedwig, geborene Ballo (1874–1955) sowie Neffe von Josef Herz (siehe Peterstraße 1) und Paula Klein (siehe Büchel 42). Als ausgebildeter Gärtner arbeitete Erwin Herz ab circa 1926 als Verwalter des jüdischen Friedhofs in Aachen. Er war in erster Ehe mit einer namentlich nicht überlieferten Person verheiratet und vermählte sich im Jahr 1935 nach seiner Scheidung mit Frieda Herz, geb. Rubens (geb. am 12. Februar 1902 in Weiden), Tochter des Viehhändlers Carl Rubens (1870–1943) und der Hanetta, geborene Weil (1863–1943) sowie Cousine von Joseph Marx (siehe Harscampstraße 74). Friedas Eltern wurden ebenfalls Opfer der Shoa. Im Zeitraum 1941/1942 wurde das Ehepaar Herz aus ihrer Dienstwohnung am Friedhof ausquartiert und am Rande der Stadt zwangsweise untergebracht. Von dort wurden sie am 22. März 1942 in das Ghetto Izbica deportiert, wo sie entweder dort oder nach dessen Auflösung im Oktober 1942 in Belzec, Sobibor oder Majdanek ermordet wurden. | 21. Februar 2024 Einhard-Gymnasium, Aachen                                                              |                |
| Martin-Luther-Straße 7, Aachener Altstadt (Standort) (Originalzustand)                                                                           | Fredy Hirsch (geb. am 11. Februar 1916 in Aachen), Sohn des Metzgers und Lebensmittelgroßhändlers Heinrich Hirsch (geb. 1881 in Aachen; gest. am 5. Februar 1926 in Aachen) und dessen Frau Olga, geb. Heinemann (geb. 1887 in Grevenbroich; gest. 1957 in Buenos Aires), war Funktionär des Jüdischen Pfadfinderbundes. Er flüchtete 1935 in die Tschechoslowakei, wo er seinen zukünftigen Lebenspartner, den Medizinstudenten Jan (Jenda) Mautner kennenlernte. Hirsch wurde 1941 gefangen genommen und im Aufbaukommando für das Lager Theresienstadt eingesetzt. Von dort wurde er am 6. September 1943 nach Auschwitz deportiert, wo er als Lehrer wirkte. Bei einem missglückten Fluchtversuch wurde er am 8. März 1944 ermordet. Jan Mautner überlebte das KZ und starb am 2. September 1951 in Prag. | 16. Januar 2008 Austausch mit geänderter Gravur am 24. Juni 2021 Maria Montessori Gesamtschule          | weitere Bilder |
| Moltkestraße 15, Frankenberger Viertel (Standort) (Nachkriegszustand)                                                                            | Elly Ortmanns (geb. am 12. Februar 1939 in Aachen), Tochter von Leo und Rosa Ortmanns, kam 1943 als spastisch behindertes Mädchen zunächst in das Heim der Schwestern vom armen Kinde Jesus in Eupen. Von dort wurde sie am 11. November 1943 in die Rheinische Landesklinik für Jugendpsychiatrie in Bonn und schließlich am 24. März 1944 in die NS Heilerziehungsanstalt Kalmenhof in Idstein überführt, wo sie am 7. April 1944 im Rahmen der Aktion T4 vergiftet wurde. | 16. Januar 2008 Maria Montessori Gesamtschule                                                           | weitere Bilder |
| Monschauer Straße 1, Beverau (Standort) | Anna Struch (geborene Flechtheim, geb. am 6. Juni 1865 in Brakel) war die Tochter von Alexander Flechtheim (1845–1912) und Helene Würzburger (1847–1900). Sie heiratete 1896 in Brakel den Tuchhändler Bernhard Struch aus Rheydt (1862–1930), seit 1891 Prokurist in der Aachener Tuchfabrik Königsberger sowie 1894 Gründer der Tuchfabrik Struch & Guttenberg, und gebar die Söhne Gustav Struch (geb. am 22. Oktober 1897) und Erich Struch (geb. am 3. August 1901; siehe: Preusweg 113). Das Ehepaar erwarb das Haus Roonstraße 12, das Anna Struch nach dem Tod ihres Mannes verkaufte und zusammen mit ihrem kranken Sohn Gustav in die Villa Waldeck, Raerener Straße 77 – heute Monschauer Straße 1, zog, während Erich bereits 1928 eine eigene Familie gründet hatte. Im Verlauf der Novemberpogrome 1938 wurde Gustav Struch verhaftet und in das KZ Buchenwald verschleppt, wo er bereits wenige Tage später am 23. November verstarb. Seine Mutter musste im März 1941 gezwungenermaßen ihre Wohnung aufgeben und in das israelitische Altenheim Kalverbenden umziehen. Von dort wurde sie am 25. Juli 1942 in das KZ Theresienstadt deportiert, wo sie am 20. August 1942 ums Leben kam. | (2025; wird noch bekanntgegeben)                                                                        |                |
| Mozartstraße 21, Reumontviertel (Standort) (Nachkriegszustand)                                                                                   | Trude Lenneberg, geb. Löwenstein (geb. am 18. Juni 1900 in Stuttgart), und ihr Ehemann Karl Lenneberg (geb. am 18. Februar 1894 in Rheydt), Subdirektor der Victoria-Versicherungen in Aachen, flüchteten 1934 mit ihrer Familie nach Brüssel. Dort wurden sie 1944 in ihrem Versteck denunziert und anschließend gefangen genommen und ins SS-Sammellager Mecheln verschickt. Noch im gleichen Jahr wurden beide nach Auschwitz deportiert, wo Trude Lenneberg ermordet wurde. Karl Lenneberg selbst wurde über das KZ Buchenwald nach Bergen-Belsen verlegt und dort ermordet. Die Kinder der Familie Lenneberg überlebten die Verfolgung. | 17. Dezember 2012                                                                                       | weitere Bilder |
| Münsterplatz 20, Aachener Altstadt (Standort) (Originalwohnhaus)                                                                                 | Jean (Theodor Johann) Horegard, (geb. am 26. März 1881 in Aachen) war das vierte von zehn Kindern des Tuchwebers Nicolas Mathias Horegard (1852–1936) und der Agatha Maria, geb. Lantin (1852–1933). Im Alter von etwa 20/21 Jahren heiratete er Maria, geborene Kraus (1883–1914), mit der er vier Kinder bekam, von denen zwei bereits als Jugendliche verstarben. Nach einer Lehre zum Fotografen arbeitete er in verschiedenen Ateliers in Aachen und Kohlscheid. Nach dem Tod seiner Frau im Jahr 1914 nahm er als Frühwitwer von August 1915 bis November 1918 in einem Landsturm-Regiment am Ersten Weltkrieg teil und wurde mit dem Eisernen Kreuz II. Klasse und dem Frontkämpferkreuz ausgezeichnet. Anschließend arbeitete er bis 1938 wieder als Fotograf in Kohlscheid und zog dann nach Aachen. Seit dem Jahr 1930 war er immer wieder wegen angeblichen Verstoßes gegen § 175 (Homosexuelle Handlungen) jeweils für mehrere Monate ins Gefängnis gesperrt worden. Im Januar 1942 erfolgte seine Verhaftung in Aachen wegen Verbreitung einer staatsgefährdenden Bischofspredigt und am 10.4.1942 wurde er erneut wegen Verstoßes gegen den §175 für 15 Monate in das Gefängnis von Anrath gesteckt. Von dort erfolgte am 16. Juni 1943 seine Deportation zunächst in das Konzentrationslager Natzweiler, am 11. September 1943 in das Konzentrationslager Dachau und schließlich am 3. Januar 1944 in das Konzentrationslager Majdanek, wo er am 21. März 1944 verstarb. | 9. Juni 2022 Berufskolleg für Wirtschaft und Verwaltung in der StädteRegion Aachen                      | weitere Bilder |
| Muffeter Weg 57, Königshügel (Standort) (Nachkriegszustand)                                                                                      | Arthur May (geb. am 21. Dezember 1902 in Kloster Veilsdorf), Sohn des Korbmachers Franz Friedrich May (1874–1918) und der Antonio Alma, geborene Bohsecker (geb. 1882), arbeitete bis 1932 als Redakteur und Journalist in Köln bei der kommunistischen Tageszeitung Sozialistische Republik. Anschließend zog er nach Aachen und arbeitete für die Aachener Arbeiter-Zeitung der Kommunistischen Partei Deutschlands (KPD). Wegen seiner politischen Ausrichtung und seiner Arbeit wurde er verfolgt und musste im Untergrund arbeiten. Am 16. Juni 1933 wurde er von der Aachener Polizei verhaftet und bei den Verhören schwer misshandelt. In der Nacht vom 21. auf den 22. Juni 1933 sollte er zwecks Zeugengegenüberstellung nach Jülich überführt werden, doch kurz vor dem Ziel wurde er angeblich wegen eines Fluchtversuchs durch die SS erschossen. | 6. Februar 2019 Bertram-Wieland-Archiv Düren e. V.                                                      |                |
| Neumarkt 5, Frankenberger Viertel (Standort) (Originalwohnhaus)                                                                                  | Max Blankenstein (geb. am 26. Januar 1867 in Aachen), Sohn des Kaufmanns Philipp Blankenstein (1835–1894) und der Julia, geborene Waldheim (1843–1918), war Textilkaufmann und Prokurist der Aachener Textilfirma Alfred Hoeber. Er und seine Gattin Gertrud Blankenstein, geborene Jacoby (geb. am 28. Oktober 1872 in Berlin), Tochter von Gustav Jacoby und Clara Waldheim, gehörten beide der Aachener Synagogengemeinde an. Im März 1939 flohen sie zu ihren Kindern Erna und Alfred nach Arnhem, die bereits einige Jahre zuvor dorthin emigriert waren. Erna Blankenstein (geb. am 9. Mai 1897 in Aachen) war Damenschneiderin und ebenfalls Mitglied der Synagogengemeinde. 1936 emigrierte sie zunächst nach Zevenaar und schließlich nach Arnheim. Ihr Bruder Alfred Blankenstein (geb. am 11. Mai 1901) studierte Chemie in Aachen und München und promovierte 1929 in Frankfurt am Main. Anschließend fand er eine Anstellung zunächst im Labor des Rheuma-Forschungsinstituts Landesbad Aachen in Burtscheid und ab 1932 an der TH Aachen. 1934 emigrierte er in die Niederlande, wurde am 28. Juni 1940 in Arnheim von einem Einsatzkommando der deutschen Gestapo verhaftet und nach Emmerich gebracht. Wenige Monate später wurde er zunächst nach Aachen überstellt und kurz darauf mangels Anklagepunkte aus der Haft entlassen. Daraufhin zog er wieder zu seinen Eltern und seiner Schwester nach Arnheim. Am 11. Dezember 1942 wurden im Rahmen einer Razzia alle vier aus ihrer Wohnung geholt und in das Durchgangslager Westerbork gebracht. Von dort aus wurden sie am 11. Januar 1943 nach Auschwitz verlegt und wenige Tage später ermordet. | 1. Februar 2018                                                                                         | weitere Bilder |
| Normannenstraße 21, Soers (Standort) | Wilhelm Jansen (geb. am 27. Oktober 1888 in Monschau) war der Sohn eines Schlossers und lernte das Buchdruckerhandwerk. Er war verheiratet mit Karoline Jansen und das Ehepaar wohnte in der Normannenstraße 21. In Aachen 1939 verhalf das Ehepaar einer jüdischen Familie zur Flucht nach Holland und begann 1941, nachts Predigten des Kardinals von Galen zu drucken. Ende November 1941 wurde das Ehepaar denunziert und verhaftet. Am 10. April 1942 wurde Wilhelm Jansen in das KZ Dachau deportiert, wo er am 13. Juni 1942 starb. Seine Ehefrau Karoline Jansen überlebte das KZ Ravensbrück und starb 1963. Die Römisch-katholische Kirche in Deutschland hat Wilhelm Jansen als Märtyrer aus der Zeit des Nationalsozialismus in das deutsche Martyrologium des 20. Jahrhunderts aufgenommen. | (2025; wird noch bekanntgegeben)                                                                        |                |
| Oppenhoffallee 30, Frankenberger Viertel (Standort) (Originalwohnhaus)                                                                           | Alice Rosenberg (geb. am 14. Dezember 1876 in Aachen) war die Tochter von dem nach Aachen gezogenen gebürtigen Luxemburger Kaufmann Leo Cahen (1838–1913) und der Philippina, geborene Bing (1852–1919) aus Köln. Sie heiratete am 30. August 1900 den in Ahlen geborenen Kaufmann Benno (Bendix) Rosenberg (1865–1919), mit dem sie die Tochter Ilse (1902–1985) bekam und im Haus Kaiserallee 30 – heute Oppenhoffallee – wohnte. Ihr Mann war zunächst Teilhaber und nach dem Tod des Gesellschafters Josef Heymann (1852–1909) alleiniger Inhaber einer Handelsgesellschaft. Nach dem Tod ihres Mannes blieb Alice Rosenberg als alleinerziehende Witwe im Haus Kaiserallee wohnen, musste jedoch im Jahr 1941 in das israelitische Altersheim Kalverbenden umziehen, nachdem ihr Haus arisiert worden war. Zuvor war ihre Tochter um 1939 nach Großbritannien emigriert und überlebte dort den Holocaust. Alice Rosenberg wurde am 25. Juli 1942 zunächst in das KZ Theresienstadt und am 1. September 1942 in das Vernichtungslager Treblinka deportiert, wo sie schließlich ermordet wurde. | 1. Juli 2025 Einhard-Gymnasium, Aachen                                                                  |                |
| Oppenhoffallee 122, Frankenberger Viertel (Standort) (Nachkriegszustand)                                                                         | Herbert Kaufmann (geb. am 22. März 1914 in Aachen) war der Sohn des Handelsvertreters Hermann Kaufmann (1881–1969) und der Karoline, geb. Meyer (1890), aus Unkel. Nach der Scheidung der Eltern im Jahr 1925 und der anschließenden zweiten Ehe seines Vaters mit der Katholikin Käthe, geb. Freitag (* 1896) blieb Herbert Kaufmann bei seinem Vater und machte nach seiner Schulzeit eine Lehre zum Drogisten. Er war in der jüdischen Gemeinde und in der Schule sehr beliebt und verstand sich auch bestens mit seiner 1925 geborenen Halbschwester Ingeborg. Mitte der 1930er-Jahre emigrierte er nach Lüttich in Belgien, wo er 1942 verhaftet und im SS-Sammellager Mecheln interniert wurde. Am 4. August 1942 wurde er nach Auschwitz deportiert und dort am 21. August 1942 ermordet. Sein Grabstein mit seinem und dem Namen seines Vaters befindet sich auf dem Jüdischen Friedhof Aachen. | 9. Juni 2022 Einhard-Gymnasium Aachen                                                                   |                |
| Ottostraße 77, Rehmviertel (Standort) (Nachkriegszustand)                                                                                        | Gustav Hartog (geb. am 23. Dezember 1897 in Aachen) war der Sohn des Viehhändlers Albert Hartog (1857–1938) und der Eva, geborene Holländer (1871–1956). Er war kaufmännischer Angestellter und mit dem EK 1 ausgezeichneter Teilnehmer des Ersten Weltkriegs. Später schloss er sich dem kommunistischen Widerstand an und wurde deswegen nach der Machtergreifung der Nazis in den Jahren 1933/1934 für 17 Monate zunächst in Stettin, später im KZ Esterwegen inhaftiert. Dort wurde er am 19. März 1934 entlassen und konnte zunächst nach Holland und später illegal in die Schweiz flüchten. Von dort wurde er wegen illegaler Einreise nach Spanien ausgewiesen, wo er mit den Internationalen Brigaden am spanischen Bürgerkrieg teilnahm. 1939 wurde Hartog mit anderen Spanienkämpfern in Frankreich interniert und anschließend an die deutschen Besatzer ausgeliefert, die ihn in das Sammellager Drancy einwiesen. Von dort aus wurde Hartog am 12. August 1942 nach Auschwitz deportiert, wo er ermordet wurde. | 15. Juni 2016                                                                                           | weitere Bilder |
| Pastorplatz 1, Frankenberger Viertel (Standort) (Nachkriegszustand)                                                                              | Edith Frank, geb. Holländer (geb. am 16. Januar 1900 in Aachen) war die Tochter von Abraham Holländer (1860–1927) und Rosa, geborene Stern (1866–1942 in Amsterdam) sowie die Nichte von Caroline Holländer aus der Roonstraße 23 (siehe dort). Edith Frank ging 1933 ins niederländische Exil nach Amsterdam, wo bereits ihr Mann Otto Frank sich beruflich niedergelassen hatte. Dort wurde sie am 4. August 1944 verraten und verhaftet und über das Durchgangslager Westerbork ins KZ Auschwitz-Birkenau deportiert, wo sie am 6. Januar 1945 an Hunger und Erschöpfung starb. Ihre Töchter Margot Frank (geb. am 16. Februar 1926 in Frankfurt am Main) und Anne Frank (geb. am 12. Juni 1929) folgten ihrer Mutter Weihnachten 1933 bzw. Februar 1934 nach Amsterdam und fielen dort ebenfalls dem Verrat zum Opfer und wurden zusammen mit ihrer Mutter nach Auschwitz deportiert. Dort wurden sie von ihr getrennt und nach Bergen-Belsen verlegt, wo Margot Anfang März 1945 und wenige Tage später Anne Frank jeweils an Typhus und Erschöpfung starben. | 15. Juni 2009 Anne Frank Gymnasium                                                                      | weitere Bilder |
| Paugasse 11, Aachener Altstadt (Standort) | David Weinhausen (geb. am 10. Juni 1884 in Aachen) war der Sohn des Viehhändlers Levy Weinhausen aus Gulpen und dessen Gattin Sibille, geborene Samuel, die beide um 1880 nach Aachen gezogen waren, sowie Bruder von Benjamin (Benny) Weinhausen (siehe Südstraße 52). David nahm als Kriegsteilnehmer am Ersten Weltkrieg teil und kam als Invalide wieder nach Aachen, wo er ebenfalls als Viehhändler tätig wurde. Am 13. Mai 1918 heiratete er Zilly Weinhausen (geborene Kahn, geb. am 26. Februar 1892 in Aßlar) in deren Geburtsstadt und bekam mit ihr die Kinder Leo Weinhausen (geb. am 12. April 1919 in Aachen), Heinz Gustav Weinhausen (geb. am 28. August 1922 in Aachen) und Ruth Sibille Weinhausen (geb. am 19. Oktober 1926 in Aachen). Während Leo Weinhausen um 1938 aus der elterlichen Wohnung in die Alexanderstraße 76 ausgezogen war und 1939 geheiratet hatte, blieben seine beiden jüngeren Geschwister weiterhin in der Paugasse 11 wohnen. Am 13. März 1941 wurde David Weinhausen mit seiner Frau und seinen noch im Haushalt lebenden Kindern zum Umzug in das Barackenlager am Grünen Weg gezwungen. Im März 1942 folgte die Verlegung in das „Judenhaus“ in der Königstraße, nur der Sohn Heinz Gustav kam in das Arbeitslager Stolberg. Von dem „Judenhaus“ aus wurden sie dann alle vier am 14./15. Juni 1942 in das Vernichtungslager Sobibor deportiert, wo sie ermordet wurden. Auch der in der Alexanderstraße 76 wohnende Sohn Leo wurde zusammen mit seiner Frau Lotte Opfer der Shoa. Mit Beschluss des Amtsgerichtes Aachen vom 25. September 1948 wurde David und mit Beschluss vom 12. Juli 1949 wurden Zilly und die drei Kinder für tot erklärt. | 20. Juli 2021                                                                                           | weitere Bilder |
| Peterstraße 1, Aachener Altstadt (Standort) (Nachkriegszustand)                                                                                  | Josef Herz, (geb. am 8. August 1871 in Aachen), war der Sohn des Versicherungsagenten Abraham Herz (1829–1908) und der Lisetta Sara, geborene Heinemann (1838–1907) sowie Bruder von Paula Klein, geb. Herz (siehe Büchel 42) und Onkel von Else Clahsen, geb. Klein (siehe Im Johannistal 25). Er absolvierte eine Lehre zum Schneider und eröffnete 1901 eine Maßschneiderei im Eckhaus Holzgraben/Peterstraße. Im selben Jahr heiratete er Julie Herz, geb. Mann (geb. am 31. August 1876 in Ermetzhofen), mit der er die Kinder Paul Herz, (geb. am 17. Juni 1902 in Aachen), Hans Herz, (geb. am 13. November 1905 in Aachen) und Betty Herz, (geb. am 8. Dezember 1912 in Aachen) bekam. Im Jahr 1935 wurden Paul als Verkäufer, Hans als Lagerist und Betty als Lehrmädchen, später als Modistin im elterlichen Geschäft in dem Verzeichnis der in Aachen lebenden Juden aufgeführt. Am 25. März 1941 erfolgte die Internierung der Eltern Josef und Julie zusammen mit ihrer Tochter Betty in das Aachener Ghetto Eupener Straße 249, von wo aus sie gemeinsam am 22. März 1942 über Koblenz in das Ghetto Izbica deportiert und dort wenig später ermordet wurden. Zwischenzeitlich hatte es Paul Herz geschafft, in die Niederlande zu emigrieren, wo er aber aufgespürt und im August 1942 verhaftet und in das Durchgangslager Westerbork interniert wurde. Von dort aus wurde er am 28. August 1942 zunächst in das KZ Auschwitz, anschließend weiter in das KZ Groß-Rosen und schließlich am 10. Februar 1945 in das KZ Buchenwald deportiert, wo er am 24. Februar 1945 ermordet wurde. Hans Herz war 1937 nach Belgien emigriert und lebte zeitweise in Brüssel und Antwerpen. 1943 wurde er entdeckt und verhaftet und zunächst in das Fort Breendonk, später in das SS-Sammellager Mecheln eingesperrt. Am 19. April 1943 erfolgte seine Deportation in das KZ Auschwitz, wo er die Folgejahre überlebte und am 27. Januar 1945 von der Roten Armee befreit wurde. Nach Krankenhausaufenthalten in Polen und Prag kehrte er 1949 nach Aachen zurück, wo er am 26. September 1981 verstarb und auf dem Jüdischen Friedhof Aachen beerdigt wurde. | 9. Juni 2022 Einhard-Gymnasium Aachen                                                                   | weitere Bilder |
| Pontwall 2, Aachen-Mitte (Standort) (Originalwohnhaus)                                                                                           | Leopold Levy (geb. am 25. Mai 1884 in Lünen), von Beruf Kaufmann, war verheiratet mit der Kauffrau Caroline (Lina) Levy, geborene Sommer (geb. am 3. Januar 1885 in Willich), Tochter des Fleischhändlers Leopold Sommer aus Bornheim bei Bonn (1856–1939 in Krefeld) und der Amalie Nathan aus Gemünd (1855–1896 in Krefeld). Das Ehepaar wohnte spätestens seit 1910 in Aachen, wo auch die beiden Kinder Walter Levy (geb. am 15. Mai 1911) und Liselotte Levy (geb. am 14. Januar 1925) geboren wurden. In Aachen leitete Leopold Levy von 1922 bis 1930 die Filiale der Strumpfgroßhandlung „Chemnitzer Strumpfmanufaktur“ und war anschließend im Warenhaus Tietz angestellt. Seine Gattin wurde 1927 zusammen mit ihrem Bruder in der Presse als persönlich haftende Gesellschafterin der offenen Handelsgesellschaft: „Strumpfhaus Saxonia Sommer & Co.“ mit Sitz in Aachen erwähnt und ein Jahr später zur alleinigen Vertretung der Gesellschaft ermächtigt. Im Jahr 1939 floh der Sohn Walter Levy mit seiner Frau Liesel Schloss aus Wolfenbüttel und einem Säugling über England nach Santiago de Chile und überlebte dadurch den Holocaust. Zwei Jahre später wurde Leo Levy inhaftiert und in das Zwangsarbeiterlager Rhenaniastraße nach Stolberg verlegt, wo er für die Kali Chemie arbeiten musste. Schließlich wurde er zusammen mit seiner Frau Lina und der erst siebzehnjährigen Tochter am 15. Juni 1942 in das Vernichtungslager Sobibor deportiert, wo sie alle wenige Tage nach ihrer Ankunft ermordet wurden. | 8. September 2023 Einhard-Gymnasium, Aachen                                                             | weitere Bilder |
| Preusweg 113, Hangeweiherviertel (Standort) | Erich Struch (geb. am 3. August 1901 in Aachen) war der Sohn von Bernhard Struch (1862–1930) und der Anna Struch, geborene Flechtheim (1865–1942; siehe: Monschauer Straße 1). Er heiratete 1928 Sylvia Struch (geborene Loeser, geb. am 29. September 1903 in Gleiwitz), mit der er zunächst das Haus Lütticher Straße 141 bewohnte und 1933 in die neu errichtete Villa Preusweg 113 zog. Das Ehepaar bekam die Kinder Helga (geb. 1929), Bernhard (geb. 1932) und Hans-Peter (geb. 1934). Im Jahr 1938 flüchtete die Familie nach Breda in die Niederlande. Dort wurde Erich Struch im Frühjahr 1942 verhaftet und wenige Monate später in das KZ Mauthausen deportiert, wo er am 23. Oktober 1942 offiziell „auf der Flucht erschossen“ aber wahrscheinlicher ermordet wurde. Sylvia Struch versteckte sich mit ihren Kindern in Leiden und wurde anlässlich eines Besuchs bei einer Freundin in Den Haag erkannt und denunziert. Infolgedessen wurde sie verhaftet und in das Durchgangslager Westerbork interniert. Von dort erfolgte am 20. Juli 1943 die Deportation in das Vernichtungslager Sobibor, wo sie zeitnah ermordet wurde. Die drei Kinder überlebten den Holocaust im Versteck in Oegstgeest und lebten später in den Niederlanden und in Israel. | (2025; wird noch bekanntgegeben)                                                                        |                |
| Römerstraße 37, Bahnhofsviertel (Standort) (Nachkriegszustand)                                                                                   | Rudolf Salmang (geb. am 1. Oktober 1898 in Aachen) war der Sohn des Metzgers und Kaufmanns Moses Salmang (1857–1907) und der Julie Herz (1866–1931) und mit Maria Frings verheiratet. Nach einer kaufmännischen Ausbildung war er als Bankangestellter bei der Dresdner Bank tätig. Am 23. April 1938 emigrierte Salmang nach Brüssel wo er festgenommen und zunächst in das Konzentrationslager Camp de Concentration de Saint-Cyprien eingeliefert und später in das Sammellager Drancy überführt wurde. Von dort wurde er am 10. August 1942 nach Auschwitz deportiert, wo er am 23. August 1942 für tot erklärt wurde. | 21. Februar 2024 Einhard-Gymnasium, Aachen                                                              | weitere Bilder |
| Roonstraße 23, Frankenberger Viertel (Standort) (Originalwohnhaus)                                                                               | Caroline Holländer (geb. am 28. Februar 1869 in Eschweiler) war die Tochter des Kaufmanns Benjamin Holländer (1803–1927) und der Sara, geborene Menken (1832–1910) sowie Tante von Edith Holländer vom Pastorplatz 1 (siehe dort). Mit ihrem Ehemann, dem Kaufmann Joseph Holländer (1871–1935), Sohn der Eheleute Moises Holländer (1832–1911) und Tina, geborene Hartog (1835–1900), lebte sie zuletzt in der Aachener Roonstraße. Ihre Kinder Erich (1897–1972 in Heerlen), Dina (1900–1985 in San Francisco) und Eugen (geb. 1902) hatten sich zu dieser Zeit bereits ins Ausland abgesetzt. Einige Jahre nach dem Tod ihres Mannes zog Caroline Holländer in das israelitische Altersheim Kalverbenden in Burtscheid. Dort wurde sie 1942 festgenommen und über Düsseldorf zunächst nach Theresienstadt und zwei Monate später nach Treblinka deportiert, wo sie schließlich ermordet wurde. | 15. Juni 2016                                                                                           | weitere Bilder |
| Salierallee 7, Steinebrück (Standort) (Nachkriegszustand)                                                                                        | Anna Amberg, geb. Philip (geb. am 9. September 1886 in Aachen), war die Tochter des Tuchfabrikanten Carl Philip (1828–1909) und seiner Frau Bertha, geborene Heinemann (1860–1934). Sie war verheiratet mit dem Elektrochemiker Richard Amberg (1881–1928), mit dem sie vier Kinder hatte. 1913 konvertierte die Familie zum evangelischen Glauben und lebte bis zum Tod von Richard Amberg im Jahr 1928 überwiegend in Nürnberg. Danach kehrte die Familie nach Aachen zurück und Anna Amberg wurde als Hauseigentümerin der Salierallee 7 geführt. Im Jahr 1939 emigrierten die vier Kinder und Anna Amberg musste am 30. März 1941 ihr Haus aufgeben. Kurzzeitig konnte sie noch beim Vorsitzenden der jüdischen Gemeinde Aachens Adolf Rosenthal (siehe: Frankenberger Straße 20) unterkommen, bevor sie am 15. Juni 1942 nach Sobibor deportiert und dort ermordet wurde. | 15. Juni 2009 Einhard-Gymnasium, Aachen                                                                 | weitere Bilder |
| Steinkaulstraße 1, Ostviertel (Standort) (Nachkriegszustand)                                                                                     | Philipp Moses (geb. am 25. Oktober 1870 in Langweiler) war der Sohn des Metzgers Isaak Moses (1825–1908) und der Johanna Moses, geborene Kaufmann (1834–1920). Er war ebenso wie sein Vater, der seit 1895 Mitglied der Aachener Synagogengemeinde war, Metzger und trat 1905 auch dieser jüdischen Gemeinde bei. Moses war in erster Ehe mit Bertha André (geb. am 16. November 1863 in Kornelimünster) verheiratet und ehelichte später Bertha Baum. Ab 1936 ist er als Rentner in der Aachener Steinkaulstraße 1 gemeldet und wurde im März 1942 zunächst in das israelitische Altenheim Kalverbenden in der damaligen Horst-Wessel-Straße zwangseingewiesen. Von dort aus wurde Moses am 25. Juli 1942 über Düsseldorf in das KZ Theresienstadt deportiert, wo er am 22. August 1942 starb. Berta Moses (geborene Baum, verw. Keller, geb. am 5. Mai 1890 in Gerolstein), Tochter von Simon Baum, war in erster Ehe mit dem Viehhändler Max Keller (geb. am 13. Dezember 1875, gest. Anfang 1925) aus Warden bei Hoengen verheiratet. Nach seinem Tod Anfang 1925 an den Spätfolgen von Giftgasangriffen im Ersten Weltkrieg war sie bis zum Jahr 1939 mit der Adresse „Augustinerbach 30“ gemeldet, bevor sie zunächst zum Adalbertsteinweg 154 gezogen war und ab dem 25. April 1940 in dem Haus Steinkaulstraße Nr. 1 einzog, nachdem sie in zweiter Ehe den Metzger Philipp Moses geheiratet hatte. Zusammen mit ihrem Mann wurde sie 1942 ebenfalls in das israelitische Altenheim Kalverbenden eingewiesen und anschließend über Düsseldorf nach Theresienstadt deportiert. Am 23. Januar 1943 erfolgte die Weiterverlegung in das KZ Auschwitz, wo sie ohne nähere Angaben starb oder ermordet wurde. | 20. Juli 2021 Gedenkbuchprojekt für die Opfer der Shoah aus Aachen e. V.                                | weitere Bilder |
| Stephanstraße 55, Aachener Altstadt (Standort) (Nachkriegszustand)                                                                               | Karola Weil (geb. am 8. August 1924 in Aachen) besuchte das St.-Ursula-Gymnasium in Aachen, das sie im November 1938 auf Grund staatlicher Anordnung verlassen musste. Sie wurde zusammen mit ihren Eltern Josef Weil (geb. am 27. Juli 1878 in Köln; gest. am 8. Mai 1945 in Sobibor), Textilhändler, und Henriette Weil, geb. Hartog (geb. am 23. Januar 1889 in Aachen), Tochter von Emanuel Hartog (1844–1927) und Eva Wolff (1860–1932), am 12. April 1942 zunächst in das Ghetto Grüner Weg und wenige Wochen später noch vorübergehend in das Judenhaus Eupener Straße 249 eingewiesen sowie schließlich am 15. Juni 1942 nach Sobibor deportiert, wo alle ermordet wurden. | 15. Juni 2016                                                                                           | weitere Bilder |
| Südstraße 52, Reumontviertel (Standort) (Originalwohnhaus)                                                                                       | Benjamin (Benny) Weinhausen (geb. am 7. Januar 1882 in Aachen) war der Sohn des Viehhändlers Levy Weinhausen (1849–1895) aus Gulpen und dessen Gattin Sibille, geborene Samuel (1850–1921), sowie Bruder von David Weinhausen (siehe Paugasse 11). Er folgte seinem Vater in den Beruf des Viehhändlers und heiratete 1907 Adele Weinhausen, geb. Kaufmann, (geb. am 11. April 1887 in Blumenthal). Mit ihr bekam er fünf Kinder, darunter Herta Weinhausen, verh. Jane Gans (geb. am 10. Juli 1909 in Aachen), Leo Weinhausen (geb. am 29. Januar 1914 in Aachen) und Walter Weinhausen (geb. am 12. August 1916 in Aachen). Die Familie wohnte zunächst in der „Emmichstraße 6“, der heutigen Lütticher Straße, und zog Mitte der 1930er-Jahre in das Haus Südstraße 52. Von dort emigrierte er zusammen mit seiner Frau Adele noch vor 1939 nach Belgien, wo sie entdeckt, in das SS-Sammellager Mecheln verschleppt und dort eingesperrt wurden. Von dort wurden beide am 31. Juli 1943 in das KZ Auschwitz-Birkenau deportiert und wenig später ermordet. Der Sohn Leo Weinhausen hatte eine Ausbildung zum Landwirt absolviert und war ledig geblieben. Er entschied sich in den 1930er-Jahren für eine Emigration nach Frankreich, wo er im Ort Fleurance eine neue Bleibe fand. Am 28. August 1942 wurde er entdeckt und in dem Sammellager Drancy eingesperrt. Von dort aus erfolgte am 7. September 1942 seine Deportation zunächst in das KZ Auschwitz und am 5. April 1944 in das KZ Langenstein-Zwieberge, wo er am 4. April 1945 ermordet wurde. Seinem Bruder Walter und seiner Schwester Herta war die Flucht nach Belgien geglückt und sie konnten mit Hilfe von Freunden die Zeit der Verfolgung dort überstehen. Von dem weiteren Werdegang von Walter Weinhausen wurde nichts überliefert, dagegen ist bekannt, dass seine Schwester Herta in die USA ausgewandert war und den aus Hamburg stammenden Wilhelm Martin Gans geheiratet hat. Sie nahm den Vornamen Jane an, bekam zwei Kinder und starb am 14. Januar 1999 in New York City. | 9. Juni 2022 Gedenkbuchprojekt für die Opfer der Shoah aus Aachen e. V.                                 |                |
| Templergraben 22, Aachener Altstadt (Standort) (Nachkriegszustand)                                                                               | Albert Salmang (geb. am 10. September 1869 in Eilendorf) war der Sohn des Metzgers Moses Salmang (1817–1898) und der Sibylla Marx (1831–1916) sowie Bruder von Sabine (Sara) Salmang (geb. am 20. Juli 1868) und Hedwig Salmang (geb. am 5. November 1870; siehe Von Coels-Straße 270). Über seinen Vetter Mayer Salmang (1859–1925) war er verwandt mit dessen Sohn und späteren Rektor der TH Aachen, Hermann Salmang. Albert Salmang war Kaufmann und betrieb ab 1920 am Templergraben 22 einen Fleischgroßhandel. Er war verheiratet mit Julie Salmang, geborene Billig (geb. am 9. Juni 1873 in Liblar), Tochter der Eheleute Jakob Billig (1846–1911) und Johanna Kaufmann (1849–1921), mit der er vier Söhne bekam. Nachdem im Jahr 1939 Albert Salmang verstorben und auf dem Jüdischen Friedhof in Aachen beerdigt worden war, konnten sich seine Söhne Josef (1902–1964) und Leo (geb. 1908) Anfang 1939 durch Auswanderung nach Südamerika bzw. London vor weiterer Verfolgung schützen. Bereits vor seinem Tod war der Name des Fleischmeister Albert Salmang aus dem Adressbuch der Stadt entfernt worden. Der älteste Sohn Max Salmang (geb. am 22. November 1900) jedoch wurde am 15. Juni 1942 verhaftet und zunächst in das Vernichtungslager Sobibor und am 15. August 1942 in das KZ Majdanek deportiert, wo er verstarb. Seine Mutter Julie Salmang wurde am 25. Juli 1942 ebenfalls verhaftet und über Düsseldorf zunächst in das KZ Theresienstadt und am 26. September 1942 weiter in das Vernichtungslager Treblinka verschickt, wo sie anschließend für tot erklärt wurde. Der vierte Sohn der Familie Erich Salmang (geb. am 2. August 1904) lebte mit seiner Familie in der Alfonsstraße 4 (siehe: Alfonsstraße 4) und wurde ebenfalls Opfer der Shoa. | 2. November 2020 Einhard-Gymnasium, Aachen                                                              | weitere Bilder |
| Thomashofstraße 15, Nordviertel (Standort) (Originalwohnhaus)                                                                                    | Max Salomon (geb. am 29. Oktober 1906 in Aachen), war der Sohn des Viehhändlers Gottschalk Salomon (1855–1921) und seiner dritten Ehefrau Jetta, geborene Marx (1866–1940), sowie Halbbruder von Robert Salomon (siehe: Bismarckstraße 92), spielte bereits als Jugendlicher in der Fußballmannschaft von Alemannia Aachen. 1933 musste er den Verein verlassen und floh in die Niederlande und anschließend nach Belgien. Zwecks Arbeitssuche kehrte er kurzfristig nach Aachen zurück, wurde dabei wegen Rassenschande verhaftet und zu fünf Monaten Zuchthaus verurteilt und floh anschließend erneut über Belgien nach Frankreich. Dort wurde er 1940 interniert und 1942 in Richtung Auschwitz-Birkenau deportiert, wo er allerdings nie ankam und sich seine Spuren verlieren. | 6. Februar 2019 IG der Alemannia Fans und Fan Club e. V.                                                | weitere Bilder |
| Thomashofstraße 17, Nordviertel (Standort) (Originalwohnhaus)                                                                                    | Norbert André (geb. am 23. September 1869 in Kornelimünster), Sohn des Metzgers Abraham André (1838–1907) und dessen Frau Bertha, geborene Kaufmann (1841–1899), erlernte ebenfalls das Metzgerhandwerk und war zudem als Viehhändler tätig. Zusammen mit seiner Frau Helene, geborene Mayer aus Rodenkirchen (1876–1923 in Aachen), kaufte er das Haus Thomashofstraße 17, in dem auch seine drei Kinder Erich Daniel André, Erna und Betty, seit 1923 nach dem Tod ihrer Mutter als Halbwaisen, aufwuchsen. Mitte 1942 wurde André verhaftet, nach Düsseldorf überstellt und von dort am 25. Juli 1942 in das KZ Theresienstadt deportiert, wo er am 14. Dezember 1942 ermordet wurde. Sein Sohn Erich Daniel André (geb. am 27. Juli 1904 in Aachen), war seit 1919 Mitglied der Alemannia Aachen. Er war Gründungsmitglied der Jugendabteilung und später unter anderem als Mitglied des Spielausschusses tätig. Beruflich arbeitete er in Aachen als Bankkaufmann. Er emigrierte 1939 zunächst nach Antwerpen und später nach Frankreich, wo er im Mai 1940 in das Camp de Concentration de Saint-Cyprien geriet. Von dort wurde er 1942 in das Camp de Rivesaltes und wenig später in das Sammellager Drancy überstellt. Von dort aus erfolgte am 4. November 1942 seine Deportation nach Auschwitz, wo er am 4. Dezember 1942 ermordet wurde. Von Erna André ist lediglich bekannt, dass sie Werner Cohen geheiratet hatte und sich anschließend ihre Spur verliert. Betty André hat 1933 den Kaufmann Alfred Münzenberg geheiratet und den Holocaust überlebt. Später spendete sie im Ortsteil Aachen-Forst Ländereien für eine Neubausiedlung, woraufhin dort die Andréstraße nach ihr benannt wurde | 8. September 2023 (Nobert André) 6. Februar 2019 (Erich André) IG der Alemannia Fans und Fan Club e. V. | weitere Bilder |
| Triebelstraße 2, Frankenberger Viertel (Standort) (Originalwohnhaus)                                                                             | Lili Frankenstein (geb. am 9. November 1889 in Aachen) war die Tochter des Kaufmanns Julius Frankenstein (1852–1938) und seine Frau Hedwig geb. Gräfenberg (1869–1941). Sie wurde promovierte Archäologin und Kunsthistorikerin. Als Gymnasiallehrerin war sie unter anderen an der Viktoriaschule in Aachen, in Berlin, an der Odenwaldschule in Ober-Hambach, in Krefeld, in Rheydt, in Essen und zuletzt als Studienrätin an der damaligen Auguste-Viktoria-Schule in Düsseldorf tätig. Im Jahr 1933 wurde sie auf Grund des Gesetzes zur Wiederherstellung des Berufsbeamtentums in den Ruhestand versetzt. Sie kehrte daraufhin nach Aachen zurück, wo sie im Haus ihrer Eltern unterkam. Nachdem ihr Vater 1938 und ihre Mutter 1941 verstorben waren, wurde sie am 19. September 1941 zunächst in das jüdische Altersheim Kalverbenden einquartiert, von wo aus sie am 22. April 1942 über Düsseldorf ins Ghetto Izbica deportiert wurde und dort verstarb. 1948 wurde sie vom Amtsgericht Aachen offiziell für tot erklärt. | 15. Juni 2009 Einhard-Gymnasium, Aachen                                                                 | weitere Bilder |
| Trierer Straße 386, Aachen-Forst (Standort) (Nachkriegszustand)                                                                                  | Dagobert Pintus (geb. am 24. Mai 1885 in Aachen), Sohn des Fabrikanten Moritz Pintus aus Danzig (1858–1931 in Burtscheid) und dessen ersten Ehefrau Rosa Borchard aus Sławno (1857–1885 in Aachen) absolvierte von 1903 bis 1905 ein Volontariat als Textilkaufmann bei der Warenhausfiliale Tietz in Düren und anschließend bis 1907 beim Warenhaus Tietz in Aachen. Danach leistete er ebenfalls in Aachen seinen einjährigen Militärdienst im Füsilier-Regiment Fürst Karl Anton von Hohenzollern Nr. 40 am Standort Gelbe Kaserne. Während des Ersten Weltkriegs diente Pintus in der deutschen Armee und geriet in russische Kriegsgefangenschaft. Wieder in Aachen heiratete er 1922 Zitoni (Toni) Pintus, geborene Oppenheimer (geb. am 9. März 1896 in Limburg an der Lahn), die ihm ein Jahr später den Sohn Werner Pintus (geb. am 28. Mai 1923 in Aachen) gebar. Im Jahr 1925 emigrierte die Familie zunächst nach Montreal, wo Dagobert Pintus für das International Merchandising Syndicate der Karstadt arbeitete, und 1930 nach New York City, wo ihm die Leitung der amerikanischen Niederlassung übertragen wurde. Wenige Monate später zwang die Weltwirtschaftskrise die Familie, wieder nach Aachen, ihrem letzten Wohnsitz, zurückzukehren. Nach der Machtergreifung emigrierte sie nun nach Paris, wo der Sohn Werner die Schule besuchte. Mit Beginn des Westfeldzuges lebte die mittlerweile mittellose Familie eine Weile im noch unbesetzten Teil Frankreichs. Dagoberts Frau Zitoni kehrte jedoch alsbald nach Paris zurück, um sich um ihre dort ebenfalls zugezogene kranke Mutter zu kümmern, wobei sie jedoch verhaftet und in das Sammellager Drancy verlegt wurde. Von dort wurde sie am 31. Juli 1942 nach Auschwitz deportiert und am gleichen Tag ermordet. Dagobert und sein Sohn Werner Pintus lehnten es ab, zu einem Freund nach Lyon zu ziehen und versuchten stattdessen, ein Visum für Amerika zu bekommen. Bei einem Besorgungsgang wurde Werner Pintus verhaftet und ebenfalls nach Drancy geschickt, von wo aus er am 14. September 1942 nach Auschwitz deportiert und zwei Tage später ermordet wurde. Dagobert Pintus versuchte noch an Heilig Abend 1942 die Pyrenäen nach Spanien zu überqueren, wurde jedoch abgefangen, nach Drancy verlegt und am 11. Februar 1943 nach Auschwitz deportiert, wo er zwei Tage später ermordet wurde. | 8. September 2023                                                                                       | weitere Bilder |
| Trierer Straße 723, Aachen-Brand (Standort) (Nachkriegszustand)                                                                                  | Joseph Mathes (geb. am 30. August 1881 in Aachen) war der Sohn der Eheleute Israel Mathes (1856–1928) und Eva, geborene Kaufmann (1841–1922). Der gelernte Bäckermeister heiratete Tina Mathes, geb. Daniel (geb. am 21. Juni 1882 in Drove), Tochter von Alexander Daniel (geb. am 3. Februar 1834) und Eva Kaufmann (1841–1911). Zusammen mit ihrem Sohn Erich Mathes (geb. am 10. April 1926 in Aachen-Brand) kamen sie zunächst in das Sammellager Hergelsmühle in Haaren, von wo aus sie am 15. Juni 1942 in das Vernichtungslager Sobibor deportiert wurden. Am 8. Mai 1945 wurden alle drei für tot erklärt. Die Tochter Else Elkan, geb. Mathes (geb. am 8. März 1913 in Aachen-Brand), Schneiderin, war verheiratet mit dem Schneider Ernst Elkan (geb. am 15. April 1908 in Setterich), Sohn der Eheleute Ludwig Elkan (geb. am 5. April 1874) aus Aldenhoven und Bertha, geborene Lucas (geb. am 16. Januar 1871; gest. am 2. Oktober 1944 in Theresienstadt). Beide flüchteten nach Sint-Joost-ten-Node, in Belgien, wo sie gefangen genommen und in das SS-Sammellager Mecheln gesteckt wurden. Von dort aus wurden Else Elkan am 25. August 1942 und Ernst Elkan am 31. Oktober 1942 nach Auschwitz deportiert, wo Else am 14. September 1942 ermordet und Ernst Elkan am 8. Mai 1945 für tot erklärt wurde. Lediglich der älteste Sohn, Alexander Mathes (geb. am 10. Mai 1911; gest. am 1. August 2006 in Philadelphia), überlebte die Judenverfolgung. Nach seiner Flucht nach Belgien geriet er in Gefangenschaft und wurde zunächst in das Camp de Concentration de Saint-Cyprien und von dort zum Camp de Gurs deportiert. Von dort gelang ihm mittels eines von einem Vetter besorgten Visums über das Transitlager Camp des Milles in der Nähe von Marseille die Ausreise in die Dominikanische Republik. Schließlich wanderte er 1947 in die USA aus. | 15. Juni 2009 Städtische Gesamtschule Aachen-Brand                                                      | weitere Bilder |
| Von-Coels-Straße 270, Eilendorf (Standort) (Nachkriegszustand)                                                                                   | Sabina (Sara) Salmang (geb. am 20. Juli 1868 in Eilendorf) und Helena Salmang (geb. am 5. November 1870 in Eilendorf) waren Töchter des Metzgers Moses Salmang (1817–1898) und der Sibylla Marx (1831–1916) sowie Schwestern des Kaufmanns Albert Salmang (1869–1939; siehe: Templergraben 22). Sie wohnten im elterlichen Haus in Eilendorf, wo der Vater zeitweise seine Metzgerei betrieben hatte. Nach dem Tod der Eltern rüsteten die Schwestern die Metzgerei zu einem Verkaufsladen für Kolonialwaren, Nähbedarf und leichte Stoffe um. Anfang der 1940er-Jahre wurden sie zunächst in das jüdische Lager am Grünen Weg interniert und im April 1942 in das Judenhaus Eupener Straße 249 verlegt. Von dort aus wurden sie am 25. Juli 1942 zusammen mit ihrer Schwägerin Julie Salmang, geborene Billig, Ehefrau ihres Bruders Albert, in das KZ Theresienstadt deportiert. Dort starben Sabine (Sara) Salmang am 30. November 1942 an einer Darmentzündung und ihre Schwester Helena am 25. Februar 1943 an Altersschwäche. | 1. Juli 2025 Einhard-Gymnasium, Aachen                                                                  |                |
| Von-Görschen-Straße 11, Frankenberger Viertel (Standort) (Nachkriegszustand)                                                                     | Meta Rosenberg (geborene Wolfram, geb. am 28. Juni 1876 in Jastrowie) war die Tochter des Kallmann Wolfram und der Minna, geborene Shtreizand. Sie war die zweite Ehefrau des Kaufmanns und Tuchhändlers Emil Rosenberg (geb. am 21. November 1863 in Lünen, gest. am 5. Dezember 1936 in Aachen), der zuvor mit der am 24. Februar 1909 verstorbenen Anna, geborenen Amsberg verheiratet gewesen war. Mit ihr hatte er die Kinder Hans (geb. am 3. Juni 1906 in Aachen, gest. am 5. März 1943 in Auschwitz; siehe: Limburger Straße 12), Luisa (geb. am 9. April 1903, gest. 1959 in New York City) und die spätere Medizinerin Dora, verheiratete Eliassow (geb. am 24. April 1900 in Aachen, gest. am 31. März 1983 in Locarno), die 1937 mit ihrem Ehemann, dem Physiker Alfred Eliassow (1883–1972) nach New York emigriert war. Nach Emils Tod erbte Meta Rosenberg dessen Haus in der Von-Görschen-Straße. Nachdem am 23. April 1941 ihr Haus arisiert worden war, konnte sie kurzfristig in das Haus Frankenberger Straße Nr. 20 (siehe Frankenberger Straße 20) einziehen, wo unter anderem das Ehepaar Adolf und Gertrud Rosenthal wohnte, die Schwiegereltern von Hans Rosenberg, Emil Rosenbergs Sohn aus erste Ehe, und die im März 1941 ebenfalls Anna Amberg aufgenommen hatten (siehe: Salierallee 7). Am 25. Juli 1942 wurde Meta Rosenberg über Düsseldorf in das KZ Theresienstadt deportiert und am 21. September 1942 in das Vernichtungslager Treblinka verlegt, wo sie ermordet wurde. | 24. Juni 2021 Einhard-Gymnasium, Aachen                                                                 | weitere Bilder |
| Von-Goerschen-Straße 13, Frankenberger Viertel (Standort) (Nachkriegszustand)                                                                    | Kurt Walther Meyer (geb. am 2. Dezember 1899 in Aachen) war das einzige Kind des Tuchfabrikanten und Teilhaber der Tuchfabrik „F. & M. Meyer“ Paul Wilhelm Meyer (1868–1933) und der früh verstorbenen Julie, geborene Aronsohn (1876–1899), sowie ein Neffe von Emmy Lippmann, geb. Meyer (siehe Zollernstraße 17). Nach entsprechender Ausbildung stieg auch Kurt Meyer zunächst in das Familienunternehmen ein, zog jedoch zu Beginn der 1930er-Jahre nach Berlin, wo er 1932 Johanna Lieselotte Heimann heiratete. Im Jahr 1938 wurde Meyer in Schutzhaft genommen und in das KZ Buchenwald deportiert. Von dort gelang ihm die Flucht zurück zu seiner Wohnung nach Berlin-Schöneberg, wo er am 21. Oktober 1939 tot aufgefunden wurde. Laut Erklärung des Polizeipräsidiums Berlin war die Todesursache Selbstmord durch Leuchtgasvergiftung. | 9. Juni 2022                                                                                            |                |
| Zollernstraße 15, Frankenberger Viertel (Standort) (Nachkriegszustand)                                                                           | Julie Spiegelberg, geb. Schönbrunn (geb. am 25. Oktober 1876 in Mönchengladbach) war die Tochter des Textilfabrikanten Heinrich Schönbrunn (1849–1918) und der Henny Lilienthal (1851–1927). Sie war verheiratet mit John Spiegelberg aus Hannover (geb. am 12. Dezember 1868), mit dem sie den Sohn Kurt Eduard Heinrich (geb. 29. August 1900; gest. 21. Dezember 1900) und die Tochter Antonie Spiegelberg (geb. am 5. September 1902 in Hannover) bekam. Ein Jahr nach deren Geburt ließ sich Julie Spiegelberg scheiden und kam mit ihrer Tochter nach Aachen, wo Julies Vater zwischenzeitlich eine Spinnerei betrieb. Nach mehreren Wohnungswechseln zog sie schließlich im Jahr 1910 in das von ihrem Vater gekaufte Haus in der Zollernstraße. Antonie Spiegelberg studierte ab 1922 Medizin an der Universität Bonn, bestand im Sommer 1924 das Physikum, promovierte am 28. August 1928 und erhielt ein Jahr später die Approbation. Sie machte anschließend ihre Facharztausbildung zur Kinderärztin und kam schließlich 1933 wieder nach Aachen zurück, wo sie wieder zur Mutter zog. Im November 1939 floh Antonie Spiegelberg nach London, wohin ihr Onkel bereits seit längerem emigriert war. In London war es ihr jedoch unmöglich, als Kinderärztin zu arbeiten, da ihr Abschluss dort nicht anerkannt wurde. Da es für sie auch keine alternativen Arbeitsmöglichkeiten gab, fiel sie in starke Depressionen und unternahm zwischen Januar und März einen Suizidversuch, an dem sie am 25. März 1941 im Londoner Stadtteil St. Pancras verstarb. Ein Jahr nach ihrem Tod wurde Antonies Mutter Julie im Jahr 1942 verhaftet und am 15. Juni 1942 in das Vernichtungslager Sobibor deportiert. Seitdem gab es von ihr kein Lebenszeichen mehr und sie wurde als verschollen eingestuft. | 1. März 2024 Gedenkbuchprojekt für die Opfer der Shoah aus Aachen e. V.                                 | weitere Bilder |
| Zollernstraße 17, Frankenberger Viertel (Standort) (Nachkriegszustand)                                                                           | Emmy Lippmann, geb. Meyer (geb. am 8. Januar 1881 in Aachen) war die Tochter des Tuchfabrikanten und Teilhaber der Tuchfabrik „F. & M. Meyer“ Feodor Meyer (1839–1901) und der Jeanette, geborne Hoeber (1845–1911), sowie über ihren Bruder Paul Wilhelm Meyer (1868–1933) die Tante von Kurt Meyer (siehe Von-Goerschen-Straße 13). Im Jahr 1902 heiratete sie den Tuchfabrikanten und Teilhaber der Haarener Tuchfabrik Otto Lippmann (1866–1930), mit dem sie zwei Töchter (* 1902 und * 1906) bekam und das Haus in der Zollernstraße 17 bewohnte. Zwei Jahre, nachdem Otto Lippmann seine Tuchfabrik verkauft hatte, starb er im Jahr 1930 und Emmy Lippmann zog als Witwe ihre Kinder alleine groß. Mit erst 61 Jahren wurde Emmy Lippmann im Jahr 1942 gezwungen, in das jüdische Altersheim Kalverbenden, damals Horst-Wessel-Straße, einzuziehen, ihr Haus in der Zollernstraße zu verkaufen und den Verkaufserlös auf ein Sperrkonto einzuzahlen. Im Hausbuch des Altersheims wurde vermerkt, dass sie am 3. April 1942 unbekannt ausgewandert sei, in Wirklichkeit war sie jedoch in das Ghetto Izbica deportiert worden, wo sie 1945 umgekommen ist. Der gemeinsame Grabstein von Otto und Emmy Lippmann befindet sich auf dem Jüdischen Friedhof Aachen. | 9. Juni 2022 Gedenkbuchprojekt für die Opfer der Shoah aus Aachen e. V.                                 | weitere Bilder |
| Zollernstraße 24, Frankenberger Viertel (Standort) (Originalwohnhaus)                                                                            | Hugo Kaufmann (geb. am 27. August 1880 in Langenberg) war der Sohn von David Kaufmann und Rosalie Rosenbaum (Lebensdaten unbekannt). Er war verheiratet mit Elly Kaufmann, geborene Herz (geb. 24. April 1882 in Aachen), mit der er die Töchter Anna (1906–1944), spätere Ehefrau von Werner Josef Malbaum (1899–1944; siehe: Krefelder Straße 16) und Ellen (geb. 1908–Todesdatum unbekannt) bekam. Die Familie wohnte ab 1924 im eigenen Haus in der Zollernstraße. Hugo Kaufmann, der beruflich Teilhaber der Tuchfabrik Herz und Haymann in Burtscheid war, engagierte sich ehrenamtlich maßgeblich in der Aachener Synagogengemeinde. Im Verlauf der Novemberpogrome 1938 wurde Hugo Kaufmann verhaftet und in das KZ Buchenwald verschleppt. Von dort aus konnte er entkommen und zusammen mit seiner Frau Elly nach Brüssel emigrieren. Wenige Jahre später wurden sie erneut verhaftet und in das SS-Sammellager Mecheln gebracht. Von dort wurden sie am 31. Juli 1943 in das KZ Auschwitz deportiert und zeitnah ermordet. | 1. Juli 2025 Einhard-Gymnasium, Aachen                                                                  |                |